# Andra världskriget
Andra världskriget var en väpnad konflikt som pågick från hösten 1939 till hösten 1945 och som involverade de flesta av världens nationer, inklusive alla stormakter. Dessa bildade två motsatta militärallianser: de allierade, som främst utgjordes  av Storbritannien, Frankrike, Sovjetunionen och USA vilka stod mot axelmakterna som i första hand bestod av Tyskland, Italien och Japan.
Det var det mest utbredda kriget i historien med mer än 100 miljoner människor som tjänstgjorde i militära enheter. I ett tillstånd av "totalt krig" ställde de stora deltagarna hela sin ekonomiska, industriella och vetenskapliga kapacitet till förfogande för krigsansträngningen och raderade därmed ut skillnaden mellan civila och militära resurser. Genom att involvera massdöd av civila, däribland förintelsen i koncentrationsläger, strategiska bombningar och de första användningarna av kärnvapen i krig ledde kriget till att mellan 50 och 85 miljoner människor dödades. Detta gör andra världskriget till den i särklass blodigaste konflikten under hela mänsklighetens historia.
Även om Japan redan hade varit i krig med Republiken Kina sedan 1937, sägs i allmänhet andra världskriget ha startat den 1 september 1939 med den tyska invasionen av Polen. Tyskland föresatte sig att inrätta ett stort imperium i Europa och ta revansch för förlusten i det första världskriget, något som Hitler gjorde till en propagandasak. Från slutet av 1939 till början av 1941 erövrade eller kontrollerade Tyskland genom en rad fälttåg och fördrag mycket av den europeiska kontinenten. Baserat på Molotov–Ribbentrop-pakten mellan Tyskland och Sovjetunionen (från augusti 1939) invaderade, ockuperade eller annekterade Sovjetunionen helt eller delvis sex europeiska grannars territorier, däribland Polen. Storbritannien och andra samväldesländer bidrog med de enda större allierade styrkor som fortsatte kampen mot axelmakterna, med strider i Nordafrika och det långvariga slaget om Atlanten. I juni 1941 inledde de europeiska axelmakterna en invasion av Sovjetunionen vilket öppnade den största landskrigsskådeplatsen i historien och kom att sysselsätta huvuddelen av deras militära styrkor under resten av kriget. I september 1940 anslöt sig Japan till axelmakterna, däremot var Japan inte i krig med andra allierade nationer än Kina fram tills december 1941, då Japan attackerade amerikanska och europeiska territorier i stillahavsområdet av vilket mycket av den västra delen erövrades.
Axelmakternas frammarsch stoppades 1942 sedan Japan förlorat en rad sjöslag och de europeiska axelmakternas trupper besegrats i Nordafrika och vid Stalingrad. År 1943 förlorade axelmakterna initiativet till följd av flera tyska nederlag i Östeuropa, de allierades invasion av Sicilien och Italien och amerikanska segrar i Stilla havet, och inledde reträtter på alla fronter. År 1944 invaderade de västallierade Frankrike samtidigt som Sovjetunionen återtog alla sina territoriella förluster, invaderade Tyskland och ockuperade Östeuropa. Kriget i Europa tog sitt slut genom att sovjetiska och polska trupper erövrade Berlin och västallierade trupper erövrat större delarna av västra och södra Tyskland vilket ledde fram till den efterföljande, ovillkorliga tyska kapitulationen den 8 maj 1945. Under 1944 och 1945 besegrade USA den japanska flottan, erövrade öarna i västra Stilla havet och fällde atombomber över landet samtidigt som man förberedde en invasion och även Sovjetunionen förklarade krig mot Japan och invaderade Manchuriet. Kriget i Asien avslutades den 15 augusti 1945 då Kejsardömet Japan kapitulerade.
De allierades totala seger över axelmakterna år 1945 avslutade konflikten. Andra världskriget förändrade den politiska inriktningen och sociala strukturen i världen. Förenta nationerna (FN) bildades för att främja internationellt samarbete och förhindra framtida konflikter. Stormakterna som gick segrande ur kriget, USA, Sovjetunionen, Kina, Storbritannien och Frankrike, blev de permanenta medlemmarna av FN:s säkerhetsråd. Rättegångar hölls i Nürnberg efter kriget där man dömde nazister som gjort sig skyldiga till brott mot Genèvekonventionen, folkmord som Förintelsen och andra grova brott, och nazismen förbjöds i Tyskland. Judarna som blivit förföljda i de flesta av Europas länder fick till slut sitt eget land, Israel.
Sovjetunionen och USA framstod efter kriget som rivaliserande supermakter, vilket banade väg för det Kalla kriget under de kommande 46 åren. Sovjet försökte blockera Västberlin men för att inte upprepa misstaget från Versaillesfördraget, inrättade västmakterna Marshallplanen som ett stöd för återuppbyggnaden av Tyskland och andra krigsdrabbade länder. Samtidigt började de europeiska stormakternas inflytande att minska genom att Asien och Afrika avkoloniserades. De flesta länder vars industrier skadats gick mot ekonomisk återhämtning. Initiativ till politisk integration, särskilt i Europa, togs som ett försök att stabilisera relationerna efter kriget.

## Krigets benämningar och etymologi
Under konfliktens tidiga skede hade kriget ännu inte hunnit bli ett fullkomligt "världskrig" med strider världen runt. Begreppet "världskrig" var fortfarande starkt associerat med första världskriget, vilket även in på sent 1930-tal kallades "världskriget" i svensk facklitteratur. Av detta kom konflikten initialt att benämnas "stormaktskriget" i Sverige. Efter attacken mot Pearl Harbor 7 december 1941, som början av stillahavskriget, var detta dock inte längre fallet, varvid "världskriget", det vill säga första världskriget, började kallas "förra världskriget".
Förkortningen VK2 (samt stavningarna: "VK 2", "VK II", "VKII", etc) förekommer i viss utsträckning om andra världskriget ("VK2" = "världskrig 2"), möjligtvis en svensk översättning av engelska: WWII ("World War II") ursprungligen. I samma utsträckning förekommer VK1 för första världskriget.

## Bakgrund

### Första världskrigets följder
Andra världskrigets orsaker går i många fall att härleda till de konsekvenser som första världskriget fick för Europa. Inte minst de olika frederna som Brest-Litovsk (1918), Versaillesfreden (1919) och freden i Saint Germain (1920) anses ha bäddat för en ny storkonflikt mellan parterna. Särskilt Versaillesfreden som slöts mellan ententen och Tyskland har pekats ut som en bidragande faktor. I Versaillesfördraget angavs att Tyskland skulle avsäga sig delar av sitt territorium åt öster och väster, att den tyska armén begränsades till 100 000 soldater, att landet varit skyldig till första världskrigets utbrott, samt att Tyskland skulle betala krigsskadestånd. Skadeståndet fastställdes 1921 till 132 miljarder guldmark, av vilka 2 miljarder skulle betalas årligen.

### Tyskland
Tysklands beslut i november 1918 att ingå vapenstillestånd gav efter kriget upphov till dolkstötslegenden. Dolkstötslegenden var en myt om att Tyskland aldrig egentligen besegrats militärt utan istället förråtts av en hemlig socialistisk rörelse som drivit på vapenstilleståndet 1918, vilket senare skulle ha lett till de hårda fredsvillkor som drabbade Tyskland. Dolkstötsmyten kom att användas av det tyska nazistpartiet och andra högergrupper för att underminera Weimarrepubliken och för att rikta attacker mot socialister, kommunister och judar. Adolf Hitler använde även legenden för att rättfärdiga en militaristisk och expansionistisk politik, med syftet att få upprättelse för Tysklands nederlag i kriget och utkräva hämnd på de man uppfattade som sina fiender.

#### 1920-talets ekonomiska svårigheter
År 1923 drabbades Tyskland av extrem inflation, som ruinerade många människor, vilket många såg som en direkt följd av krigsskadeståndet. Den verkliga anledningen var dock mer komplex: efter fransk-tyska kriget 1870–1871 hade Tyskland fått ett stort krigsskadestånd av Frankrike och vid första världskrigets början bestämde den tyska regeringen att kriget inte skulle finansieras med skatter utan genom att få befolkningen att teckna  krigsobligationer, som skulle betalas tillbaka med ett förutskickat krigsskadestånd efter en tysk seger. Tillsammans med de allierades handelsblockad skapade detta kraftiga prisstegringar redan under kriget, men hur mycket Reichsmarkens egentliga värde sjunkit blev inte uppenbart förrän Tyskland skulle betala krigsskadeståndet i de allierades valutor eller i råvaror.

#### Depressionen
Den ekonomiska depressionen i början av 1930-talet medförde att Tyskland drabbades av massarbetslöshet. Krisen ledde till ett allmänt politikerförakt, tron på demokratin sjönk till bottennivåer och många fruktade en kommunistrevolution. Många såg Hitlers och dennes nazistparti som räddningen: en stark man som visste vad han ville och inte bara ägnade sig åt politiskt "käbbel" skulle kunna stoppa kommunisterna. Hitler lovade att utplåna arbetslösheten och att få Tyskland på fötter igen, utlovade sociala reformer och välfärd åt de tyska arbetarna och begränsade rättigheter för icke-tyskar. I riksdagsvalet 1932 blev Nationalsocialistiska tyska arbetarepartiet (NSDAP) det största enskilda partiet med 33,1 % av rösterna. Efter en rad komplicerade politiska manövrar utsågs Hitler till rikskansler (regeringschef) av president Hindenburg i januari 1933.
En utbredd myt är att det var speciella grupper som röstade på Hitler; det var dock människor från alla samhällsklasser som röstade på Nationalsocialisterna. Dock fanns det grupper som var överrepresenterade, t.ex. egenföretagare, bönder och pensionärer. Även människor på landsbygden var överrepresenterade. De som röstade på nazisterna i storstäderna bodde i första hand i de välbärgade stadsdelarna. De arbetslösa röstade snarare på kommunisterna (KPD).
En del såg i Hitler en "räddande ängel" som skulle återupprätta Tysklands ära samtidigt som han lovade en god ekonomisk framtid. Över- och medelklassmänniskor såg Hitlers nationella socialism som att bättre alternativ än Sovjets och militären ville ha återupprättelse. Till och med judar gick till en början med i nazistpartiet, trots att det var den "judiska kapitalismen" som beskylldes för de ekonomiska problem som drabbat tyskarna.

#### Hitler vid makten

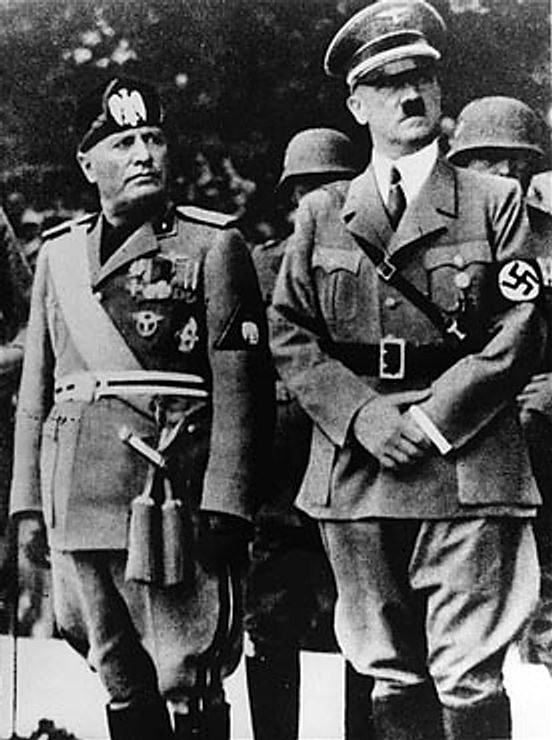
Från vänster, Benito Mussolini och Adolf Hitler.

Med Riksdagshusbranden som förevändning förbjöd Hitler snabbt alla partier utom NSDAP och gjorde sig själv till diktator. Från och med Paul von Hindenburgs bortgång 1934 var han både regeringschef och statschef (Führer). Under åren som följde inleddes ett arbete för att återta de områden som förlorats i Versaillesfreden. En återupprustning inleddes och allmän värnplikt återinfördes (vilka båda stred mot Versaillesfredens diktat). Sedan välståndet ökat och kommunismen hållits borta från inflytande i Tyskland blev Hitler omåttligt populär i och utanför landet och inspirerade många politiker och andra. Han använde sin popularitet och retoriska förmåga till att mobilisera en massiv tysk folkarmé med moderna vapen.
Remilitariseringen av Rhenlandet 1936, den tyska annekteringen av Österrike (Anschluss) och den tyska uppstyckningen av Tjeckoslovakien efter Münchenöverenskommelsen 1938 föranledde inte till några kännbara reaktioner från västmakternas sida. De protesterade (gränserna efter första världskriget var ju deras skapelse) men ville inte ha ett nytt storkrig. Inte heller Nationernas förbund (NF), FN:s föregångare, fungerade som det var tänkt (att bevara status quo). Det berodde delvis på att USA, trots huvudarkitekten och dåvarande presidenten Woodrow Wilsons önskan, aldrig gått med i organisationen utan dragit sig tillbaka. Hitler uppfattade västmakternas brist på agerande som ett svaghetstecken och fortsatte förberedelserna för krig, även om han inte ville att det skulle börja för tidigt eftersom man ännu var otillräckligt rustad för storkrig.

#### Den tyska utrikespolitiken
En av orsakerna till andra världskrigets utbrott var den aggressiva tyska utrikespolitiken under Hitlers ledning, först med annektering av etniskt tyska regioner, sedan med bland annat planer på utökat tyskt territorium, så kallat Lebensraum (tyska "livsutrymme") i östeuropa. Den utlösande faktorn var emellertid den tyska invasionen av Polen den 1 september 1939 varpå Storbritannien och Frankrike förklarade krig mot Tyskland i enlighet med tidigare givna löften till Polen. Orsaken till invasionen var Tysklands krav på en "passage" mellan tyska Ostpreussen och Stortyskland i väst. Ostpreussen var nämligen helt avskuret av den så kallade "polska korridoren", ett landområde som hade tilldelats det återskapade Polen efter första världskriget för att landet skulle ha tillträde till Östersjön. Tyskland krävde även att Fria staden Danzig skulle anslutas till Tyskland. 
Vid sidan av den aggressiva tyska utrikespolitiken bör även nämnas Japans imperialistiska ambitioner som på allvar inleddes med invasionen av Manchuriet. Även här drevs militären (Japan var i praktiken en militärdiktatur från slutet av 1920-talet) av nationalistiska mål för sin politik. Japan hade redan 1936 närmat sig Tyskland med antikominternpakten och 1940 slöts också en militär allians mellan Japan och Tyskland. När Japans ambitioner att skapa ett imperium i Östasien till slut kolliderade med de västerländska staterna som hade kolonier där var kriget oundvikligt. Det finns en del som menar att andra världskriget inleddes redan med det andra sino-japanska kriget när Japan invaderade det egentliga Kina 1937.
Till skillnad från första världskriget då alla Europas stormakter var indragna redan efter en vecka, utvecklades andra världskriget successivt till en global konflikt där nästan samtliga stater i världen var involverade. Precis som i första världskriget ställde sig Italien till en början utanför kriget trots att man 1939 ingått stålpakten med Tyskland. Först när Japan attackerade USA den 7 december 1941 och Tyskland och Italien förklarade krig mot USA fyra dagar senare blev kriget verkligen en global konflikt. Japans krig mot Kina, dess krig mot USA och de europeiska kolonialmakterna och kriget i Europa vävdes nu samman.

### Japan
År 1927 bildades ett nytt parti Rikken Minseitō genom sammanslagningar av mindre partier som förordnade demilitarisering, kvinnlig rösträtt och att mer makt skulle gå till det folkvalda parlamentet.
När premiärminister Tanaka Giichi upptäckte att det var den japanska militären som mördat den kinesiske ledaren Zhang Zuolin krävde han att de skyldiga skulle bestraffas. Militären tvingade då honom att avgå och Osachi Hamaguchi från ett av de partier som bildat Rikken Minseitō blev ny premiärminister.
Inför valet 1931 blev Osachi Hamaguchi skjuten och återfick aldrig hälsan. Rikken Minseitō blev största parti, och Hamaguchi ville att Japan skulle skriva på Londonfördraget om nedrustning. Vid mötet där detta skulle diskuteras krävde  oppositionen hans närvaro, men han var för sjuk för att kunna delta, och när hans ersättare fällde en negativ kommentar om kejsar Hirohito blev det skandal. Efter en månad som premiärminister avgick Hamaguchi och dog senare samma år.
Hans efterträdare Wakatsuki Reijirō kunde heller inte kontrollera militären som i september iscensatte Mukdenincidenten som ledde till Kina avträdde Manchuriet som blev en japansk lydstat från och med 1932. Lydstaten kom att kallas Manchukuo. 1937 invaderade japanska trupper resten av Kina och inledde därmed andra sino-japanska kriget vilket så småningom blev en del av andra världskriget. Även här stod NF maktlöst.
Efter att Japan förlorade det Sovjet-japanska gränskriget 1938-1939 togs beslutet att inte försöka invadera Sovjetunionen. Istället beslutade den japanska regimen att vända sig söderut mot de europeiska och amerikanska kolonierna i Sydostasien och Stilla Havet. När japanska trupper marscherade in i det Vichytrogna Franska Indokina i juli 1941 ledde detta till att USA och de europeiska stormakterna ströp all oljeimport till Japan för att få dem att dra sig tillbaka. Detta ledde till att det slutgiltiga beslutet att anfalla Pearl Harbor togs av Japan, då den japanska hären inte klarade sig utan oljeimporter.

### Italien
Abessinien (nuvarande Etiopien) och Liberia var de enda länderna i Afrika som inte blivit koloniserade av europeiska stormakter. Den 3 oktober 1935 anföll Italien Abessinien utan krigsförklaring, och officiellt avslutades kriget den 9 maj 1936 när det fascistiska Italien proklamerade annekteringen av landet. Nationernas Förbund införde vissa restriktioner mot de aggressiva staterna men de räckte inte för att förhindra en eskalerande utveckling.  Den 1 juni 1936 förenades landet med italienska Somaliland och bildade kolonin italienska Östafrika. Eftersom de italienska ockupanterna aldrig kunde kontrollera landet helt så ser vissa det som att kriget pågick till 1941 när landet befriades av brittiska trupper och den abessinska gerillan. Uppdelningen av italienska Östafrika är fortfarande en källa till konflikt mellan Etiopien, Eritrea och Somalia.
1936–1939 rasade spanska inbördeskriget med inblandning från både Tyskland och Italien, på Francos sida och från Sovjet på republikanernas sida. Också Albanien ockuperades 1939 av Italien.

### Ryssland
Under den ryska revolutionen 1917 kollapsade armén och tyska styrkor trängde djupt in landet. I freden i Brest-Litovsk den 3 mars 1918 gav Ryssland upp Finland, Polen, Ukraina, Vitryssland och Baltikum, motsvarande hälften av sina europeiska territorier och med detta cirka 75 % av sina tunga industrier. Transkaukasus, nuvarande Armenien, Azerbajdzjan och Georgien tillföll Osmanska riket.
Efter revolutionen utbröt det ryska inbördeskriget och de allierade och Japan ingrep mot den röda sidan. Efter att stora japanska styrkor ryckt fram till Bajkalsjön men inte längre blev de allierade dock misstänksamma om Japan ville stödja Vita armén eller erövra land för egen del. Följden blev att amerikanska och kanadensiska styrkor stannade i Sibirien för att hålla koll på japanerna istället för att tränga fram till det västra befolkade Ryssland där striderna mellan kommunister och tsartrogna pågick.
Efter kommunisternas seger 1922 drog de allierade och Japan bort sina trupper. I det nya landet Sovjet fanns en stark fientlighet mot de allierade och det första land som erkände Sovjetunionen blev Tyskland. Vid Genuakonferensen fick Tyskland och Sovjet inga gehör för sina åsikter och det blev naturligt att de sökte sig till varandra.
För att komma runt Versaillesfredens förbud mot tyskt flygvapen började tyska piloter i smyg utbildas i Sovjet.

## Krigets gång

### Kriget bryter ut i Europa (1939–40)
Den 1 september 1939 inledde den tyska armén ett anfall mot Polen. Dessförinnan hade Tyskland mobiliserat och Hitler lät tillkännage i radio samma dag att "Tyskland svarade på den polska beskjutningen av tyska trupper i gryningen" medan Polen endast påbörjat sin mobilisering för att inte provocera Tyskland. Därmed hade andra världskriget inletts – enligt de västliga allierade. Enligt Sovjetunionen började dock det stora, "fosterländska" kriget först i juni 1941, då de själva anfölls av Nazityskland. Den 3 september förklarade Frankrike och Storbritannien krig mot Tyskland och Europa hade återigen drabbats av ett storkrig som skulle bli mycket mer omfattande, och blodigare, än det första världskriget. Efter att Polen förlorat kriget mot Tyskland i väst, inledde den 17 september av Sovjetunionen i öst helt i enligt Molotov-Ribbentroppakten sitt inträde i Polen fram till Curzon-linjen. Detta för att skydda den i huvudsak ryska befolkningen där sedan denna del av Polen hade tillhört Ryssland fram till 1920. Efter ungefär fyra veckor var det polska militära motståndet brutet sedan den tyska Wehrmacht använt Blixtkrig-taktik mot polackernas underlägsna försvar. Delar av västra delen av Polen annekterades av Tyskland och delar av det bildade Generalguvernementet under tyskt styre. Snart började stora utrensningar bland annat i Operation Tannenberg och senare skulle Polens judar samlas ihop i ghetton inför det sista steget i Förintelsen, som till stor del skedde på mordanläggningar inom Polens gränser. Även ryssarna gjorde också utrensningar som Katynmassakern. En sjättedel av Polens befolkning, varav tre miljoner polacker och ett okänt antal judar miste livet.

### Baltikum och Finland
Nästa fas i kriget blev Sovjetunionens annektering av Litauen, Lettland och Estland den 3 oktober enligt tidigare nämnda överenskommelse mellan Josef Stalin och Adolf Hitler vid Ribbentrops besök i Moskva den 27 september. Stalin framställde också territoriella krav på Finland vilka tillbakavisades. Därefter inleddes, den 30 november 1939, det finska vinterkriget under vilket Sovjetunionen försökte annektera Finland. Inför övermakten blev dock Finland till slut tvunget att acceptera de sovjetiska villkoren och freden undertecknades 13 mars 1940 i Moskva. Finland tvingades avträda stora delar av Karelen till Sovjetunionen men till skillnad från de baltiska staterna och Polen lyckades det värja sig tillräckligt bra för att behålla sin självständighet och förhindra invasion. Samtidigt kom Ungern, Rumänien och Bulgarien att sluta pakt med Tyskland. Sovjetunionen förklarade sig neutralt gentemot Storbritannien och Frankrike men var knutet till axelmakterna genom Molotov-Ribbentroppakten och tillhörande handelsavtal. I praktiken var dock Sovjetunionen militärt helt neutralt då den rysk-tyska pakten inte innebar att landet skulle stödja Tyskland militärt i händelse av krig mot en tredje makt.
Efter igångsättningen av Operation Barbarossa 1941 slöt Finland upp på Tysklands sida för att få tillbaka de områden som förlorats i vinterkriget 1939-1940 och tillät tyska trupper att anfalla Sovjetunionen från finskt territorium. Efter sovjetiska luftattacker förklarade Finland sig i krig och gick till offensiv mot Sovjetunionen i Finska fortsättningskriget. Kriget pågick i över tre år och den finska armén ockuperade ett betydande, delvis finskspråkigt område i Ryssland (bland annat Petroskoi som fick det finska namnet Äänislinna = Onegaborg), men gjorde stora förluster på slutet och landet tvingades den 19 september 1944 sluta vapenstillestånd på mycket hårda villkor. Det slutliga fredsavtalet tecknades i Paris 1947. Finland hade trots allt lyckats behålla sin självständighet.

### "Låtsaskriget"
Under tiden stod västfronten stilla (Låtsaskriget på tyska kallat Sitz-krieg och på engelska The Phony War) medan de allierade förlitade sig på blockadvapnet som hade varit så framgångsrikt under första världskriget. Det förekom en del sjöbataljer och utanför Montevideo sänktes fickslagskeppet Graf Spee av sin egen besättning efter ett sjöslag mot tre brittiska fartyg. Efter en kort fransk invasion av det tyska gränslandet i Saarområdet, som dock inte ledde till tyska trupprörelser bort från invasionen av Polen, återvände den franska armén till sina baracker och intog en defensiv strategi bakom Maginotlinjen.

### Invasionen av Danmark och Norge
Den 9 april 1940 invaderade tyskarna Danmark och Norge för att säkerställa att järnmalmstransporterna från Sverige inte upphörde. Tyskarna förekom därmed med nöd och näppe en brittisk landstigning (Operation R4) och etablerade samtidigt fördelaktiga flottbaser längs norska kusten. De båda nordiska länderna ockuperades och administrerades av samarbetande regering, i Norge av nazisten Quisling. "Operation Weserübung" blev en tysk framgång trots att man förlorade en stor del av sin flotta längs Norges västkust där bland annat den tunga kryssaren Blücher sänktes av norskt kustartilleri. Norge hade i Rjukan även den enda tillgängliga källan till tungt vatten som behövdes för utveckling av kärnvapen.

### Slaget om Frankrike

Tyska trupper tågar in i Paris den 14 juni 1940.

Hitler lät sina trupper överskrida Beneluxländernas gränser i maj 1940 (jämför med Schlieffenplanen från första världskriget). De allierade trupperna gick därefter in i Belgien för att ta upp kampen på belgiskt territorium, varpå tyskarna intog delar av Nederländerna genom överraskande luftlandsättning men satte in sitt huvudanfall genom Ardennerna, ut mot Engelska kanalen. Frankrike hade inte mycket försvar då de inte hade uppgraderat sina vapen och kanoner ordentligt efter första världskriget utan mycket förlitade sig på Maginotlinjen. Anfallet splittrade de allierade arméerna, som tvingades evakuera den europeiska kontinenten vid Dunkerque. När de drog sig ut ur Belgien, gick Tyskland in från öst. Frankrike stod inom kort besegrat. I detta läge, den 10 juni, hade Mussolinis Italien gått med i kriget på axelmakternas sida och gick nu till anfall mot Frankrike. Inför Frankrikes fall gick Storbritannien till attack och sänkte delar av den franska flottan för att fartygen inte skulle hamna i tyska händer.
Det militära sammanbrottet ledde även till ett politiskt. Tredje franska republiken upplöstes och ersattes av den tyskvänliga Vichyregimen under Pétain, medan generalen Charles de Gaulle flydde till England där han bildade organisationen det Fria Frankrike. De franska kolonierna kom att uppdelas mellan dessa två.

### Slaget om Storbritannien

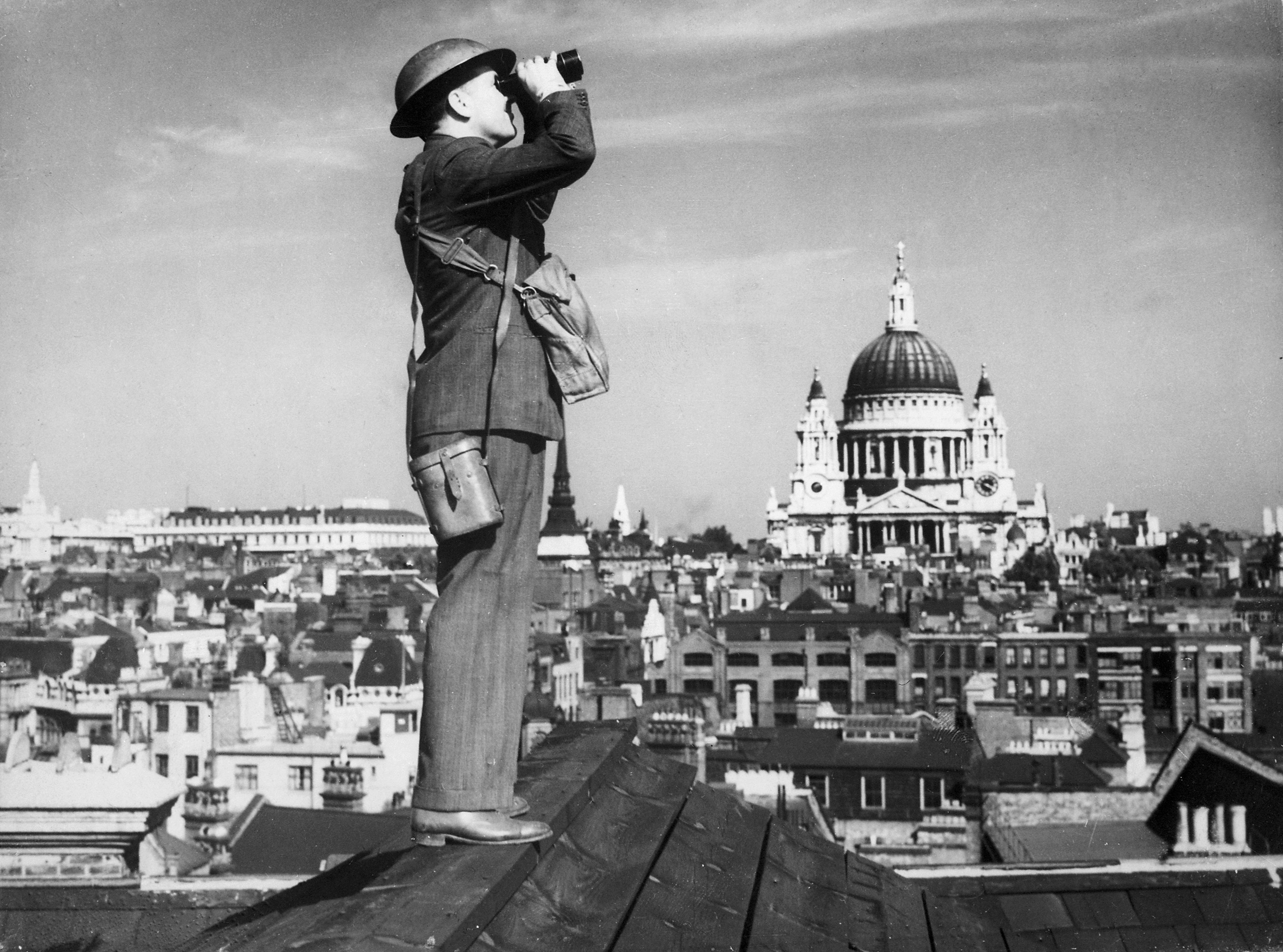
Luftbevakning från ett hustak i London. Sankt Pauls-katedralen i bakgrunden.

Efter Frankrikes fall försökte Tyskland tvinga Storbritannien till fred genom terrorbombning. Den nye brittiske premiärministern Winston Churchill fortsatte dock kampen och Storbritannien uthärdade ett fruktansvärt tyskt luftkrig mot öarna. Under slaget om Storbritannien lyckades brittiska RAF, Royal Air Force, stå emot Hermann Görings Luftwaffe. Med hjälp av ny förbättrad radarteknik kunde det brittiska flygvapnet sätta in sina numerärt underlägsna flygplan vid de ställen de verkligen behövdes. Dessutom gjorde Göring ett taktiskt misstag genom att lämna militärflygfälten ifred och bomba storstäder, vilket ledde till oerhörda förluster av bombflyg. Detta ledde till att Hitler tvingades skjuta upp den planerade invasionen av Storbritannien (Operation Sjölejon) på obestämd tid, då ett sådant företag bedömdes vara alltför riskfyllt utan absolut tyskt luftherravälde över Engelska kanalen och södra Storbritannien.
Mellan juni 1940 och juni 1941 såg det ytligt sett mörkt ut för de allierade. Polen, Danmark, Norge, Luxemburg, Frankrike, Belgien, Nederländerna, Tjeckoslovakien, Grekland och Jugoslavien hade besegrats av axelmakterna. Till sjöss hade den tyska flottan (Kriegsmarine) övertaget med en stor mängd sänkt handelstonnage. Sovjetunionen, USA och Japan stod fortfarande utanför kriget. Mot Tysklands imperium stod Storbritannien med samväldesländerna ensamma, bortsett från liten hjälp av de Gaulles fria franska styrkor.
Strategiskt sett var dock utgången av slaget om Storbritannien av avgörande betydelse. Den brittiska örlogsblockaden bestod och sträckte sig från Grönland till Alexandria och Suezkanalen. Inga importvaror kunde nå Tyskland över haven. Från baser på Brittiska öarna kunde det brittiska bombflyget nå hela Tyskland.

## Avgörandets tid: Tyskland anfaller Sovjet och USA dras in i kriget

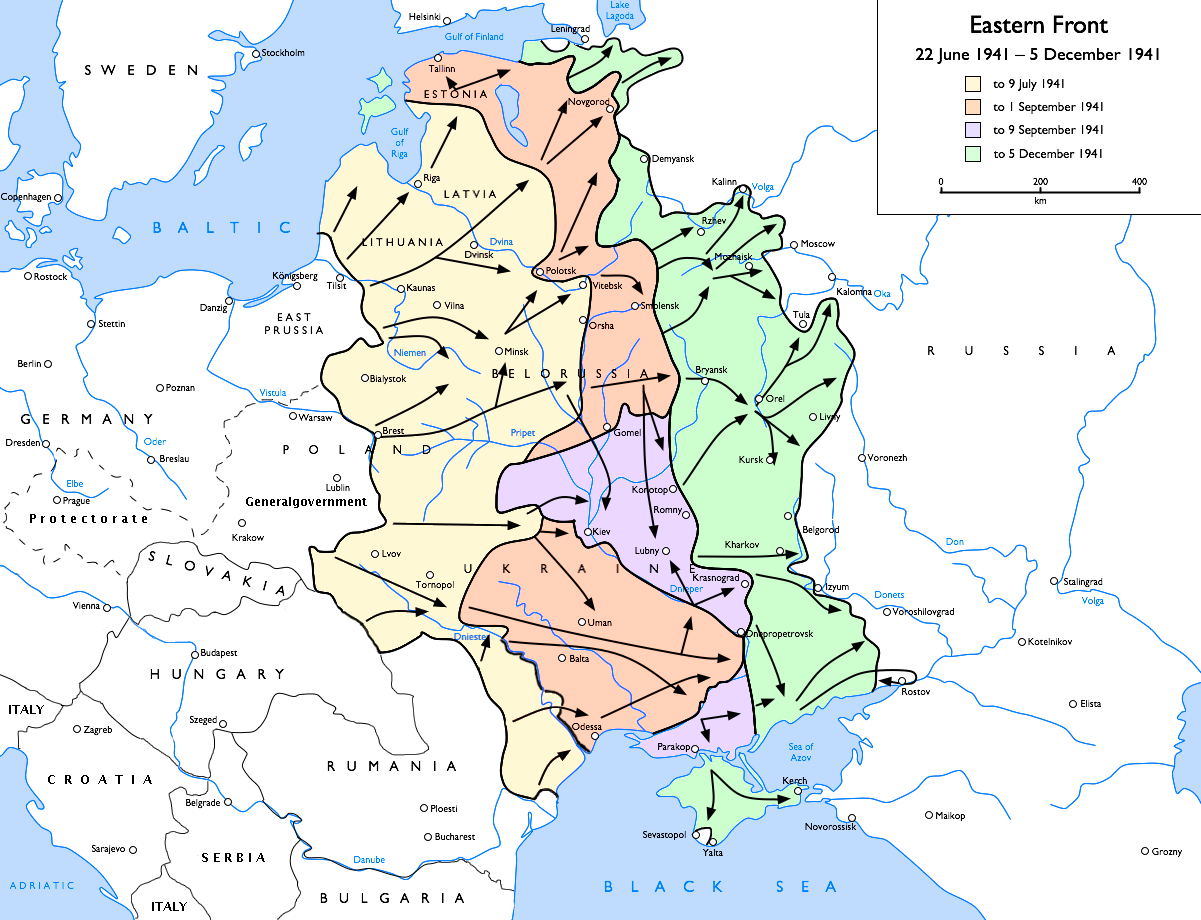
Tysk offensiv 1941 mot Sovjetunionen.

Utan att ha lyckats besegra Storbritannien vände Nazityskland nu krigsmaskinen österut. Ett anfall på Sovjetunionen hade förberetts till 15 maj 1941 men de tyska arméerna var först tvungna att besätta Jugoslavien och Grekland. Den tyska och italienska ockupationen av Jugoslavien bottnade i att den för axelmakterna vänliga, sittande regeringen hade avsatts. Grekland befann sig sedan hösten 1940 redan i krig med Italien, nu öppnades en ny front efter att tyska trupper tillåtits utnyttja bulgariskt territorium. Det har hävdats att dessa offensiver blev orsaken till att Operation Barbarossa sköts upp från 15 maj till 22 juni.

### Operation Barbarossa
Den 22 juni 1941 satte Adolf Hitler igång Operation Barbarossa, det storskaliga anfallet på Sovjetunionen. Samtidigt anföll Finland Sovjetunionen i sitt så kallade fortsättningskrig (efter att Sovjet hade bombat ett antal finska städer). Kriget på östfronten hade börjat och Josef Stalin blev överraskad av anfallet. Trots flera underrättelserapporter om tysk uppladdning vägrade han tro att Hitler skulle bryta icke-angreppspakten och under flera dagar rådde handlingsförlamning i Kreml. Trots att Sovjet var numerärt överlägset hade överraskningen i kombination med Stalins tidigare utrensningar bland de militära befälen en negativ effekt.
Den tyska belägringen av Leningrad påbörjades den 21 augusti 1941 och var också en slutpunkt för den tyska offensiven på den norra delen av fronten. Efter fem månader stod tyskarna utanför Moskva. Offensiven var till en början framgångsrik. Sedan 2/3 miljoner ryssar kapitulerat i dubbelslaget vid Brjansk och Vjazma i mitten av oktober och Kalinin fallit i ryska händer, föranledde Moskvas utsatta läge regeringen att tillfälligt flytta till Kujbysjev. Från tyskt håll hävdades, att den ryska krigsmakten var likviderad och att endast rensningsoperationer återstod. Här kom krigets första vändpunkt. Sovjet lyckades stoppa tyskarna framför sin huvudstad och de tyska trupperna körde fast i den begynnande ryska vintern. Förbindelselinjerna var uttänjda till bristningsgränsen och talrika sovjetiska förstärkningar anlände alltjämt till fronten.

### Slaget om Atlanten
Redan vid krigsutbrottet år 1939 hade de krigförande upprättat sjöblockader för att störa eller hindra fiendens handel. För Tysklands del skedde detta huvudsakligen genom organiserat ubåtskrig. Sedan Tysklands flygvapen förlorat slaget om Storbritannien, låg det blockerade Tysklands enda möjlighet till seger i att svälta ut invånarna på Brittiska öarna.
Efter tyskarnas inledande framgångar vid invasionen av Sovjetunionen år 1941 var behovet stort att ersätta de materiella förlusterna. Slaget om Atlanten kom därför att utvidgas även till Norra ishavet eftersom stora mängder krigsmateriel och övriga förnödenheter skickades till Sovjetunionens hamnar i Murmansk och Archangelsk.
Sedan 1942/43 översteg nybyggnaden av fartyg förlusterna samtidigt som ubåtsförlusterna skenade. Senvåren 1943 hade tyskarna i praktiken förlorat slaget om Atlanten. Viktiga faktorer bakom tyskarnas nederlag var konvojsystemet, de allierades luftövervakning samt tekniska innovationer som radar och dekryptering av de tyska kommunikationsmetoderna baserade på Enigma.

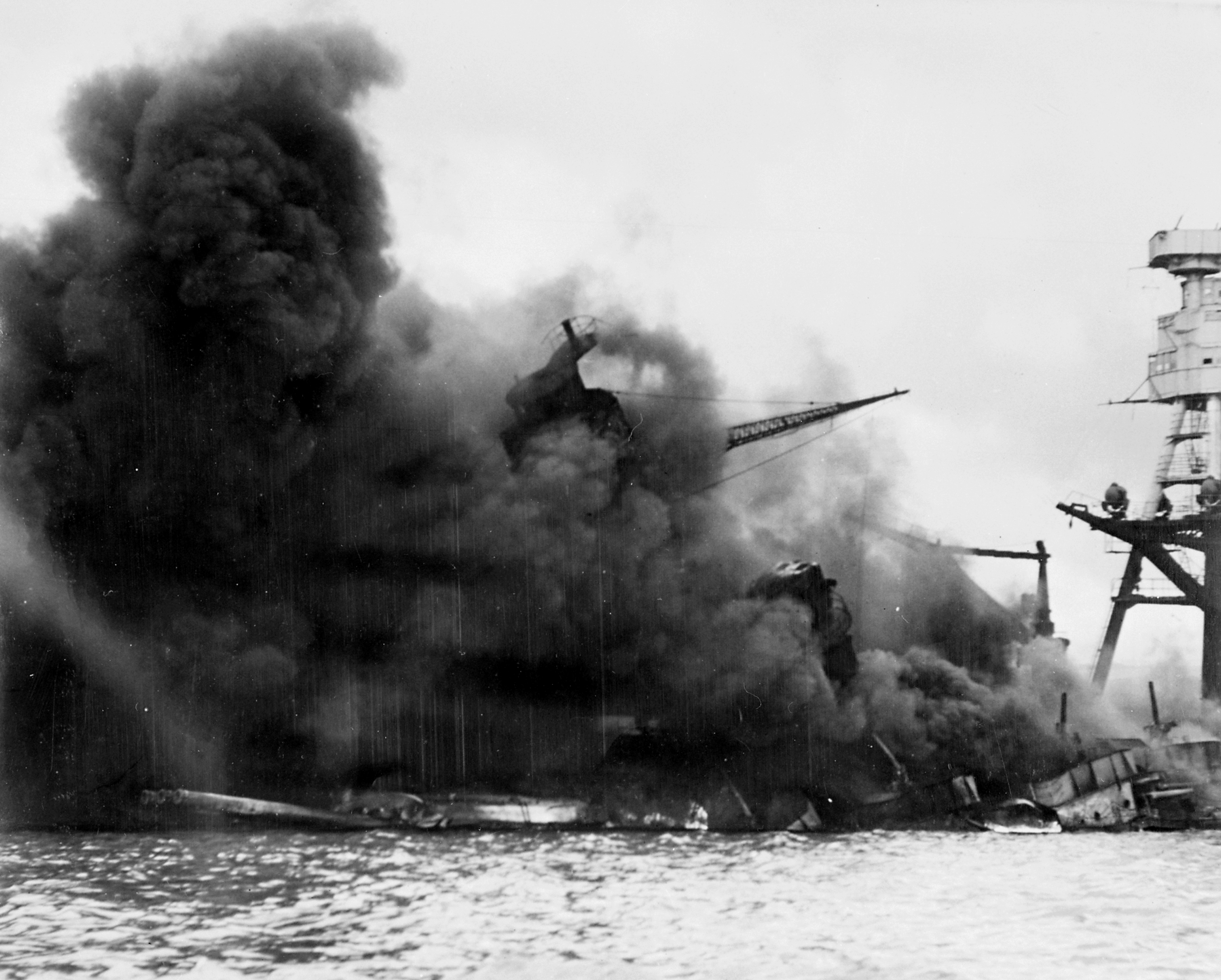
USS Arizona på väg att sjunka i Pearl Harbor.

### Pearl Harbor
Den 7 december 1941 anföll Japan överraskande den amerikanska flottbasen vid Pearl Harbor på Hawaii. 2403 personer dog och 1178 skadades vid attacken. Fyra dygn efter anfallet förklarade Tyskland och Italien krig mot USA. På detta sätt drogs även USA in i kriget på de allierades sida.

### Nordafrika
I den nordafrikanska öknen kämpade italienarna tillsammans med Erwin Rommel mot britterna under en serie av generaler, och var på väg att från Libyen erövra kontrollen över Suezkanalen. Men 1942 lyckades Bernard Law Montgomery slutligen tillfoga Rommel och dennes italienska allierade ett avgörande nederlag vid el-Alamein i Egypten. Efter amerikanska och brittiska landstigningar 1943 i de Vichy-trogna kolonierna Marocko och Algeriet, tvingades de tyska och italienska styrkorna i Nordafrika att kapitulera slutgiltigt efter att med viss framgång ha försvarat sig i Tunisien.

### Stalingrad och vändpunkten
I slutet av 1942 ryckte framskjutna tyska trupper in i Stalingrad men blev slutligen omringade där efter en sovjetisk motoffensiv. Staden var strategiskt betydelsefull för tillgången till petroleum, trafiken på Volga och som symbol för Stalin. Trots fältmarskalk Erich von Mansteins försök att bryta belägringen av Stalingrad, hölls tyskarna under befäl av fältmarskalk Paulus alltjämt instängda där. Den 2 februari 1943 kapitulerade tyskarna i Stalingrad, vilket blev ännu en vändpunkt i kriget. Paulus, som hade blivit befordrad till fältmarskalk en kort tid före kapitulationen, förväntades att begå självmord av Hitler men gav sig istället till ryssarna och visades senare upp som en trofé. Slaget om Stalingrad blev krigets blodigaste batalj, med bortåt 2 miljoner döda i strider, sjukdom, kyla och undernäring.

## Slutfas: Axelmakternas nederlag

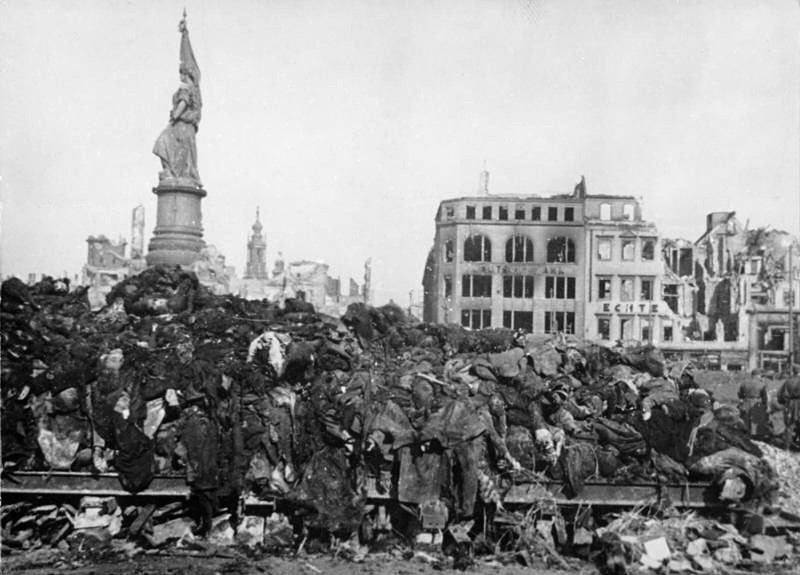
Tyska dödsoffer efter bombningen av Dresden i februari 1945.

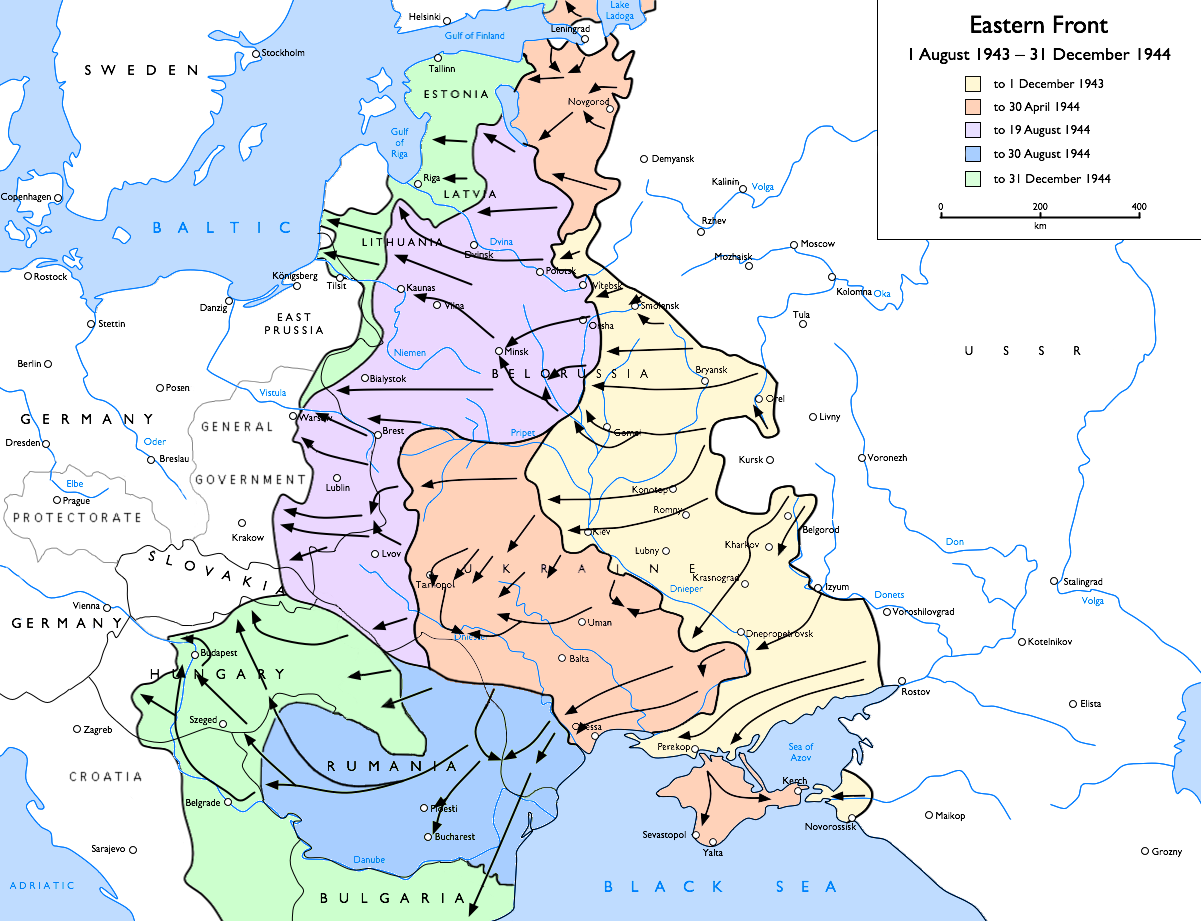
Sovjetisk offensiv 1943–1944.

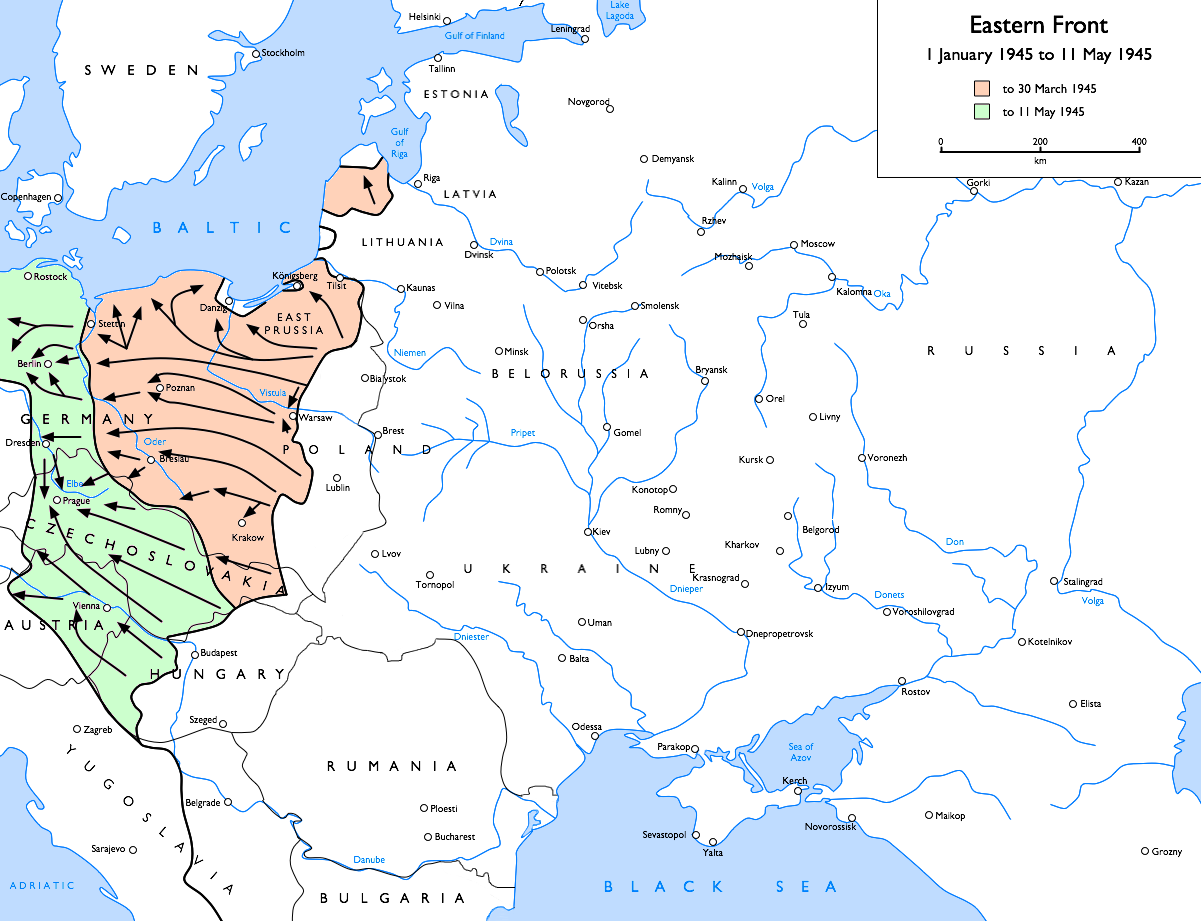
Sovjetisk offensiv 1945.

1943 utkämpades också världens största pansarslag, slaget vid Kursk, med över två miljoner soldater och 6 000 stridsvagnar inblandade. Detta var den sista större offensiven från axelmakternas sida. Nu skulle ett nytt mönster formas, ett av konstant reträtt på östfronten. Efter Kursk var axelmakterna alltid i reträtt på östfronten. Och genom hela kriget förbättrade Röda armén sina strategier, taktiker och strukturer.
På sommaren 1944 genomförde ryssarna Operation Bagration (uppkallad efter Pjotr Bagration), där tyskarna blev totalt överraskade (de hade väntat en operation mot Ukraina) och kördes ut ur Belarus. Röda Armén kom fram till Warszawas portar på bara någon månad.
År 1943 hade slutligen slaget om Atlanten avgjorts och stora mängder amerikanska förstärkningar och materiel transporterades över till Storbritannien. Terrorbombningarna av Tyskland kom även igång på allvar. De allierade invaderade Italien och Benito Mussolini tvingades avgå.

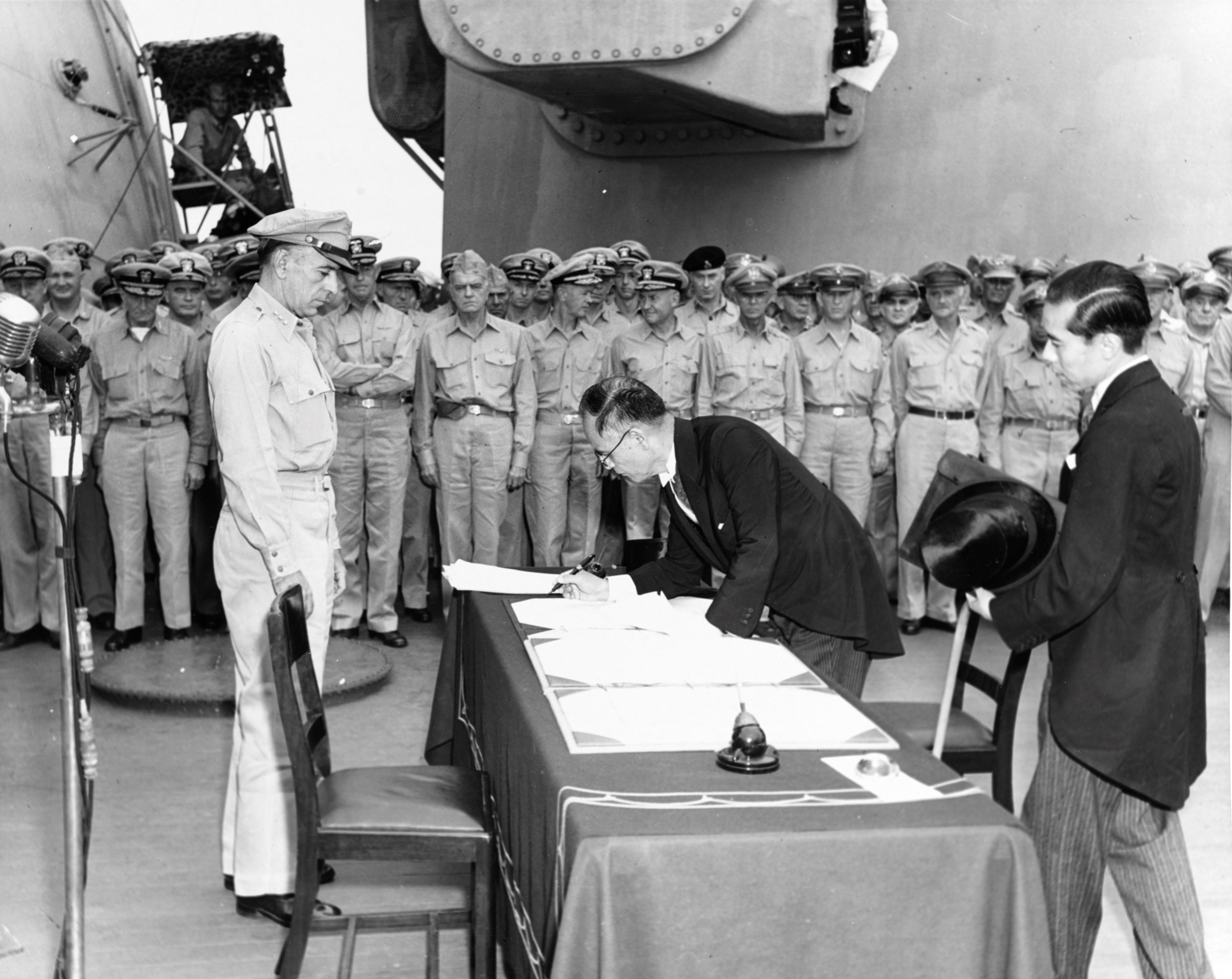
Andra världskriget slutade den 2 september 1945, då Japan kapitulerade.

Den 6 juni 1944 – "Dagen D" – landsteg de allierade i Normandie och öppnade därmed en andra front mot Tyskland. Tyskarna drevs under sommaren ut ur Frankrike och framåt hösten var så gott som hela landet befriat. Vid slutet av 1944 genomförde den tyska armén sin sista stora motoffensiv mot de västallierade, den så kallade Ardenneroffensiven. Men Tysklands dagar var räknade, man kunde helt enkelt inte ersätta förlorad materiel och manskap lika mycket som de allierade kunde. Det visade sig också i slaget om Berlin då Tysklands resurser inte räckte till för att försvara sig mot Sovjetunionen.
I Stilla havet hade hårda strider rasat under hela kriget men nu stod de allierade och knackade på Tokyos dörr. USA:s president Franklin D. Roosevelt dog före krigsslutet och den nye presidenten, Harry S. Truman, gav order om att det nya vapnet, atombomben, skulle fällas över Japan, ca 200 000 människor dog de närmsta timmarna och mellan 150 000 och 200 000 ytterligare dog av svält, törst och brännskador, främst kvinnor och barn. Efter atombombningarna av städerna Hiroshima och Nagasaki samt Sovjetunionens krigsförklaring och snabba erövringar av japanska besittningar i Kina och Korea kapitulerade även Japan inför övermakten, den 15 augusti 1945 men kapitulationen skrevs på först 2 september av den japanske generalen Umezu.
Det andra världskriget var den mänskliga historiens största konflikt. Det har beräknats att 50-60 miljoner människoliv gick förlorade, däribland alla de som dog på grund av terrorn (koncentrationsläger, terrorbombningar och andra krigshandlingar). Förenta nationerna bildades den 24 oktober 1945 som följd av en konferens i San Francisco under perioden april–juni.
Andra världskriget avlöstes av kalla kriget, konflikten och maktkampen mellan främst USA och Sovjetunionen under den senare halvan av 1900-talet.

## Översikt

### Allierat samarbete

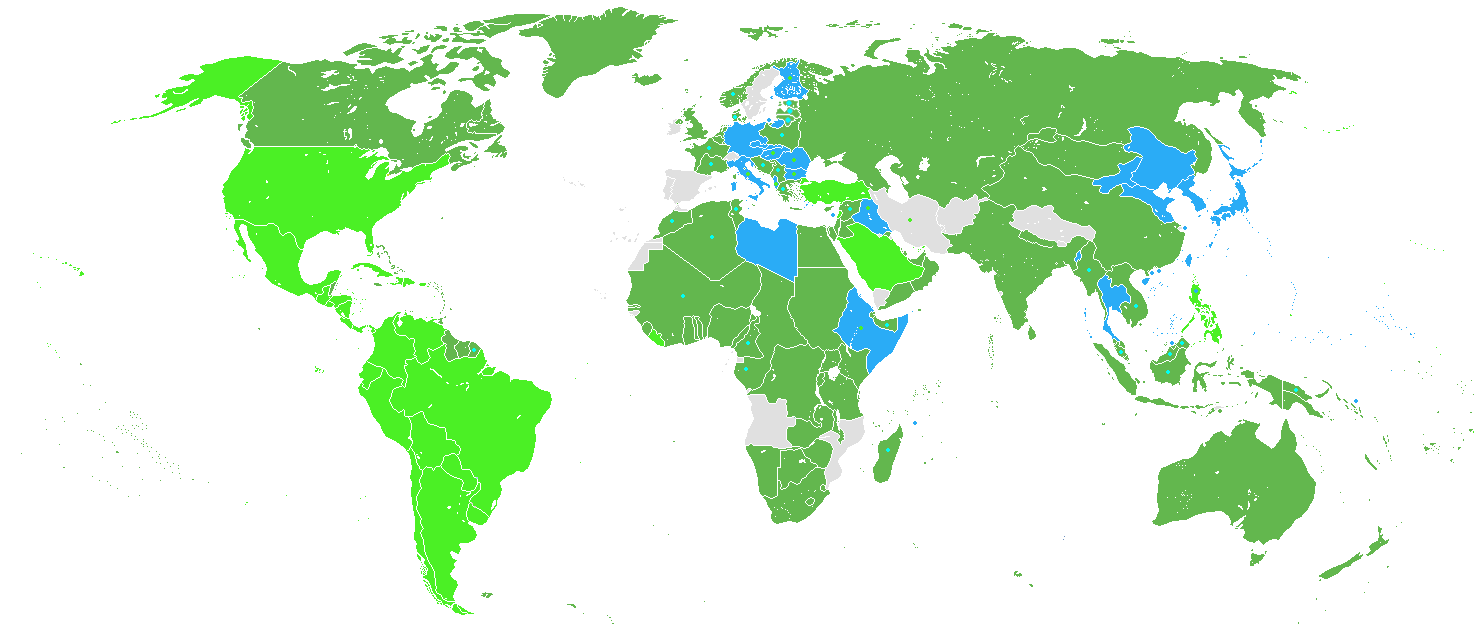
Mörkgrön: Allierade före Attacken mot Pearl Harbor, kolonier och ockuperade stater inkluderade. Ljusgrön: Allierade länder som gick med i kriget efter attacken mot Pearl Harbor. Blå: Axelmakterna Grå: Neutrala länder under kriget.

Storbritannien och Frankrike hade gått ut i krig mot Nazityskland två dagar efter att Nazityskland invaderade Polen 1 september 1939. Men efter att Frankrike besegrats av Tyskland 1940 stod Storbritannien i princip ensamt i kampen mot Tyskland. USA stod ännu så länge utanför kriget och även om oron i USA blev större efter Frankrikes fall var motståndet hos den amerikanska befolkningen stort mot att gå med i kriget. USA stödde ändå Storbritannien genom vapenförsäljning. Från och med våren 1941 fick britterna hjälp med bland annat vapen genom Lend-Lease Act. När USA slutligen blev indraget i kriget i december 1941 utsträcktes denna hjälp till samtliga krigförande stater på den allierade sidan.

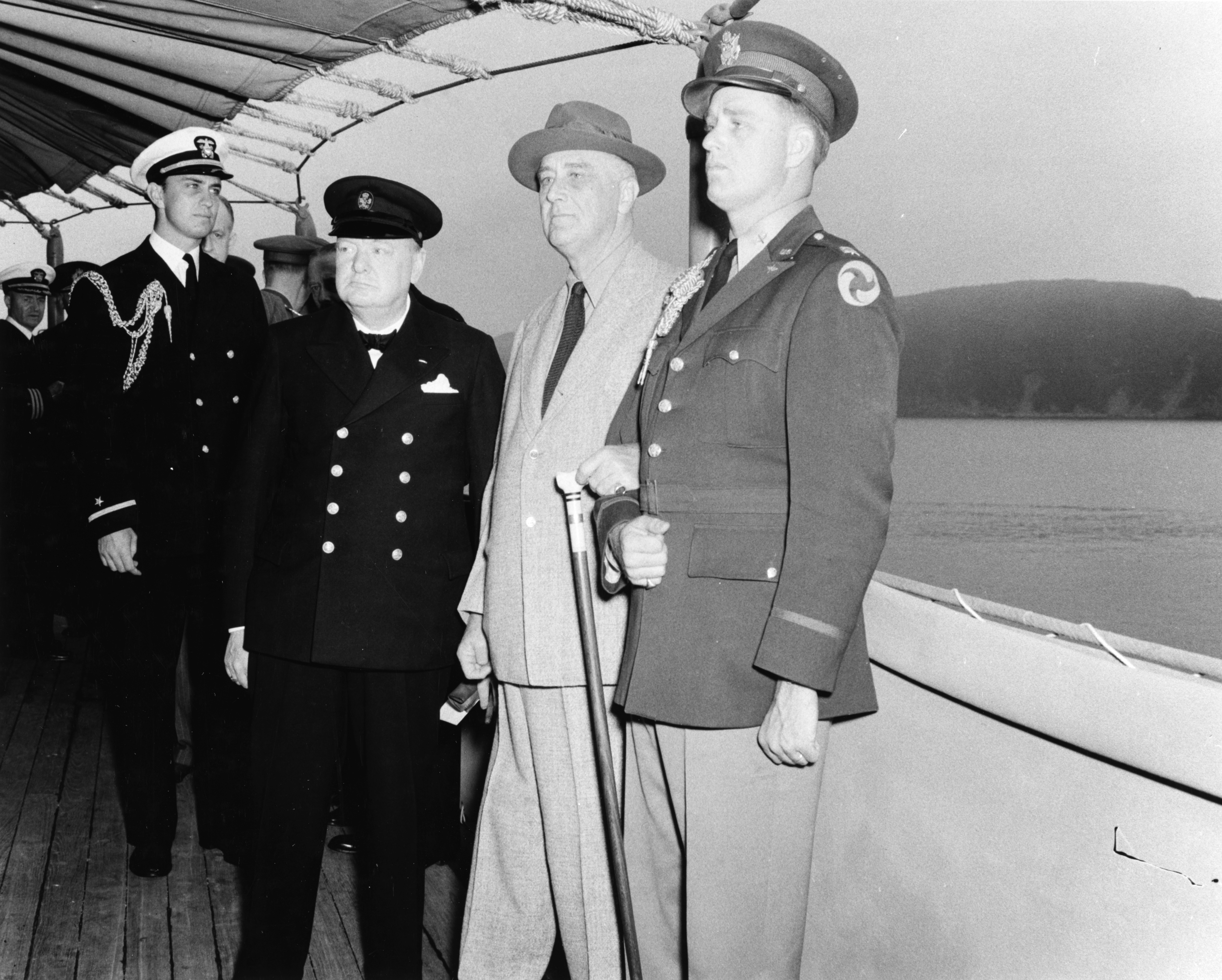
Churchill och Roosevelt vid tecknandet av Atlantdeklarationen.

Den 9–12 augusti 1941 möttes USA:s president Franklin D. Roosevelt och Storbritanniens premiärminister Winston Churchill första gången. Där utfärdade de den så kallade Atlantdeklarationen som talade om alla folks rätt till självbestämmande, en framtid där konflikter skulle lösas utan våld samt den nazistiska statens totala oskadliggörande.

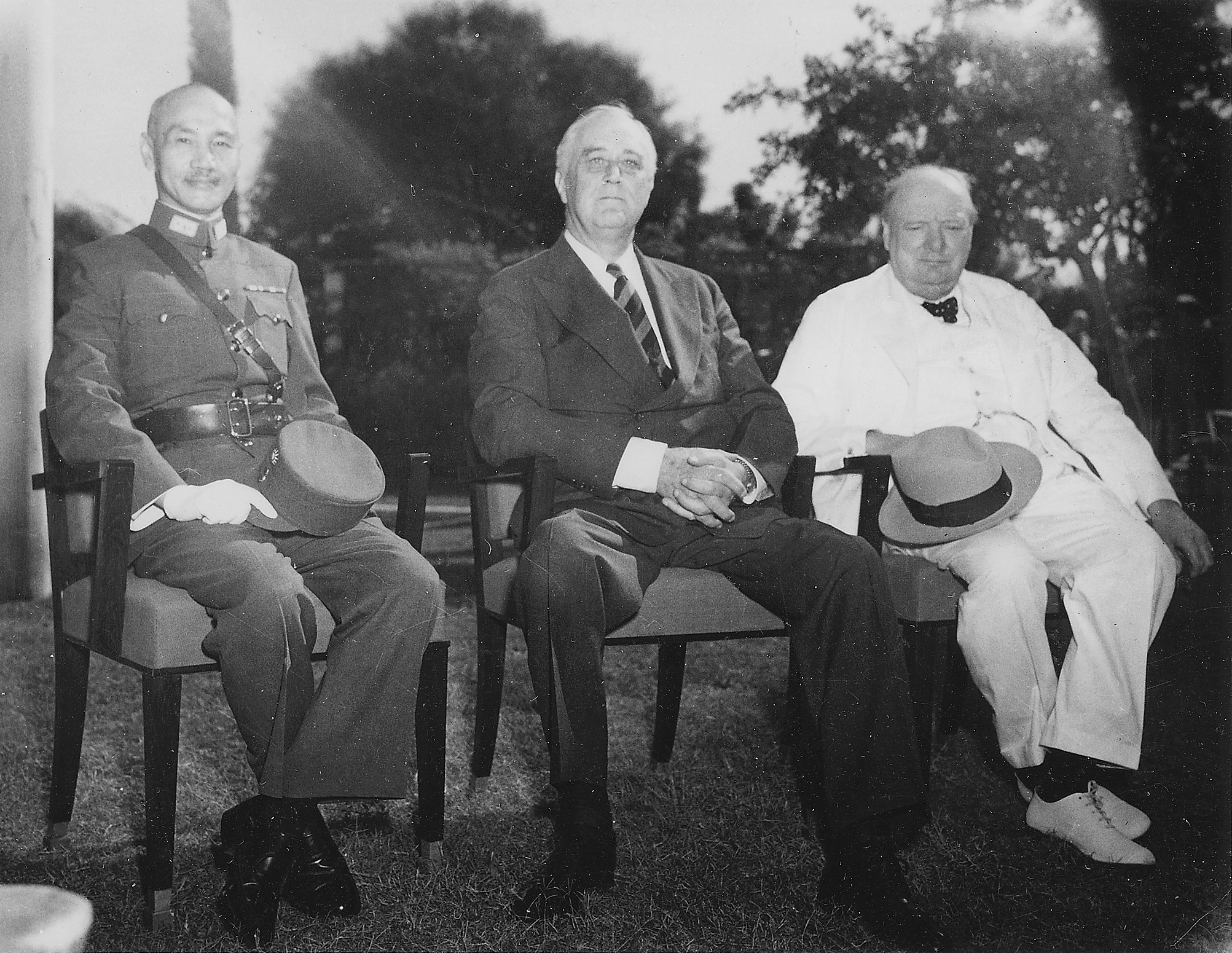
Generalissimo Chiang Kai-shek, Franklin D. Roosevelt och Winston Churchill vid Kairokonferensen, 25 november 1943.

En följd av alliansen med Sovjetunionen blev att Stalin gick med på att låta 10 000 polska, svältfödda GULAG-slavarbetare och krigsfångar utvandra i mars 1942 över Persien/Iran och mellanöstern, för att senare i Montgomerys 8:e armé sättas i krig vid Tobruk (1943), Monte Cassino (1944) och slaget om Bologna (1945). Från den återstående stora mängden polska GULAG- och krigsfångar i Sovjetunionen lyckades ytterligare ca 70 000 ta sig ut ur landet och av resten bildades senare två polska folkarméer underställda rysk kommando. Vid västfronten hade Polen 228 000 soldater 1945.
Churchill ogillade egentligen Stalin och den politik han stod för men efter att Nazityskland angripit Sovjetunionen 1941 inleddes ett nära samarbete mellan britter och ryssar. Båda parter förband sig att inte sluta separatfred, utan tillsammans besegra den gemensamma fienden. USA:s roll kan trots att landet formellt var neutralt fram till anfallet på Pearl Harbor sägas vara allierad eftersom de försåg de andra allierade med stora kvantiteter vapen, råvaror och livsförnödenheter. Strax efter nyår 1942 utformade amerikaner och britter den strategi som skulle besegra axelmakterna. Tyskland, som ansågs vara den farligaste motståndaren, skulle besegras först. Största resurserna skulle således läggas på att besegra Hitler innan alla resurser riktades mot Japan. En rad andra länder (vid sidan om de tre stora plus Kina) åtog sig nu att gå i krig mot axelmakterna. Det slutliga målet med kriget var axelmakternas villkorslösa kapitulation.
Sovjetunionen som redan innan USA:s inträde i kriget tagit emot omfattande hjälp från USA fick nu ännu mer hjälp från amerikanarna med både vapen och livsmedel. Visserligen var inte vapenbiståndet i närheten av de enorma volymer som den ryska industrin producerade från och med 1943 men anses ändå ha bidragit starkt till den ryska krigsinsatsen. Av ännu större betydelse var leveranserna av råvaror, livsmedel, lastbilar och lokomotiv som amerikanarna sände.

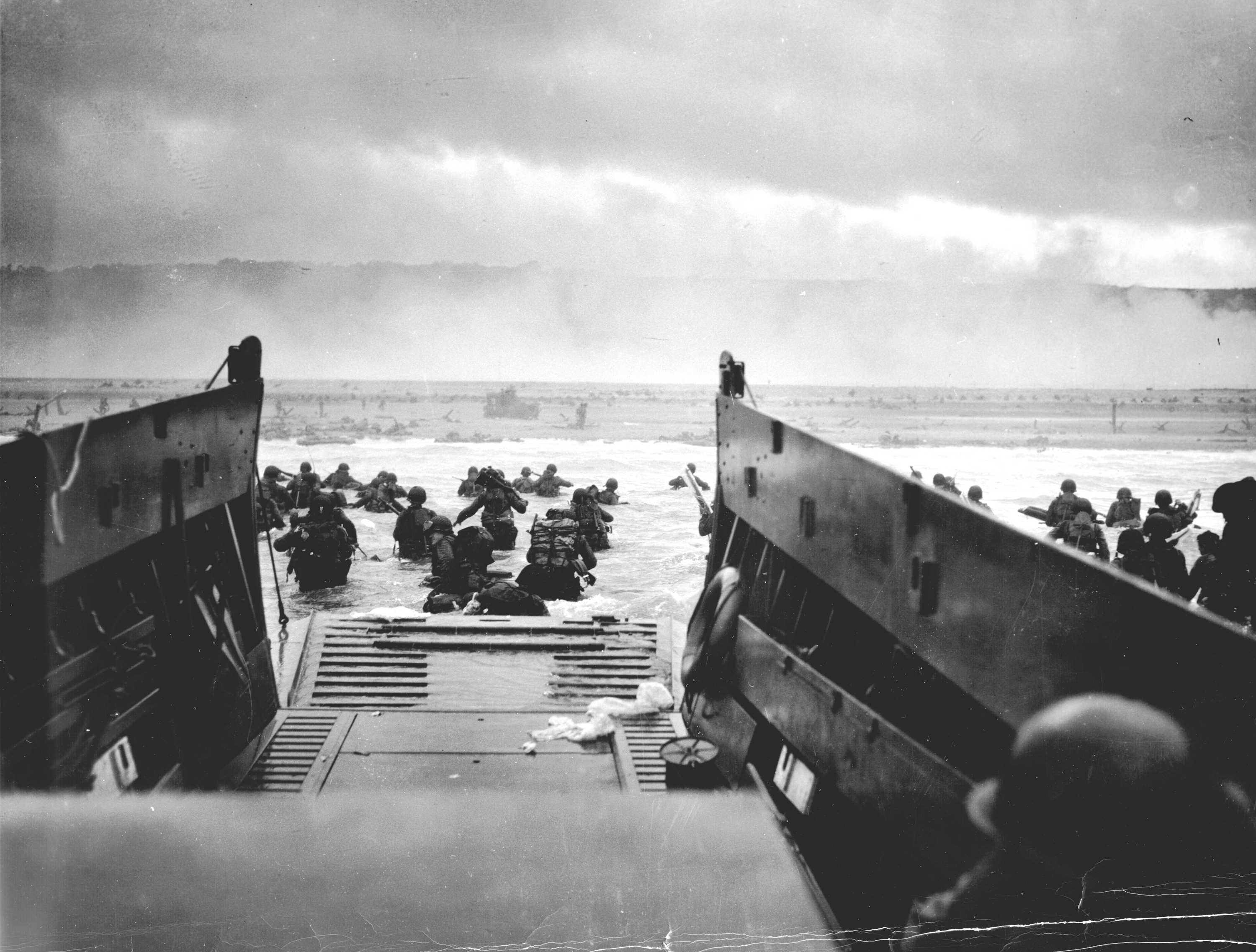
Operation Overlord, -D-Dagen, den 6 juni 1944 vid Omaha Beach.

Churchill besökte Stalin i Moskva sommaren 1942 för att förankra de västallierades strategi för att vinna kriget. Stalin var inte nöjd och krävde att en västfront skulle upprättas så fort som möjligt genom en invasion i Frankrike. Det var krav som han envist reste resten av 1942 och 1943. De västallierades svar var att de inte var redo för ett så stort företag än. Viss tillfredsställelse fick Stalin sommaren 1943 då amerikaner och britter invaderade Sicilien och södra Italien och därigenom skapade en europeisk sydfront. Sovjetunionens diktator var ändå inte nöjd då den stora majoriteten av den tyska krigsmakten fortfarande opererade i Sovjetunionen.
Storbritanniens, USA:s och Sovjetunionens utrikesministrar beslutade vid Moskvakonferensen i oktober 1943 att tillsätta European Advisory Commission (EAC), en kommission som bland annat fick i uppgift att utarbeta en gemensam plan för segrarmakternas inbördes uppdelning av Efterkrigstyskland i ockupationszoner, vilken kom att kallas Londonprotokollet.
Roosevelt, Stalin och Churchill möttes alla tre första gången i Irans huvudstad Teheran 28 november – 1 december i Teherankonferensen. Där fick Stalin löfte om att en västfront skulle upprättas i maj följande år Operation Overlord. Landstigning skulle ske även i Sydfrankrike och ryssarna skulle ungefär samtidigt inleda stora offensiver på Östfronten. Stalin blev också lovad att Sovjetunionens gräns efter kriget skulle flyttas längre västerut. Detta gick ut över Polen som i sin tur skulle kompenseras med att få tidigare tyska områden längre västerut. Relationen mellan Stalin och Churchill var spänd, däremot kom diktatorn bra överens med Roosevelt som Stalin hade stor respekt för. Stalin själv blev under kriget mycket populär i USA och kallades av amerikanarna för "Uncle Joe".
Något möte mellan de tre stora förekom inte under 1944. Däremot drogs under året planerna upp för den nya internationella fredsorganisation som efter kriget skulle ersätta Nationernas Förbund. Världsbanken och Internationella valutafonden grundades också.

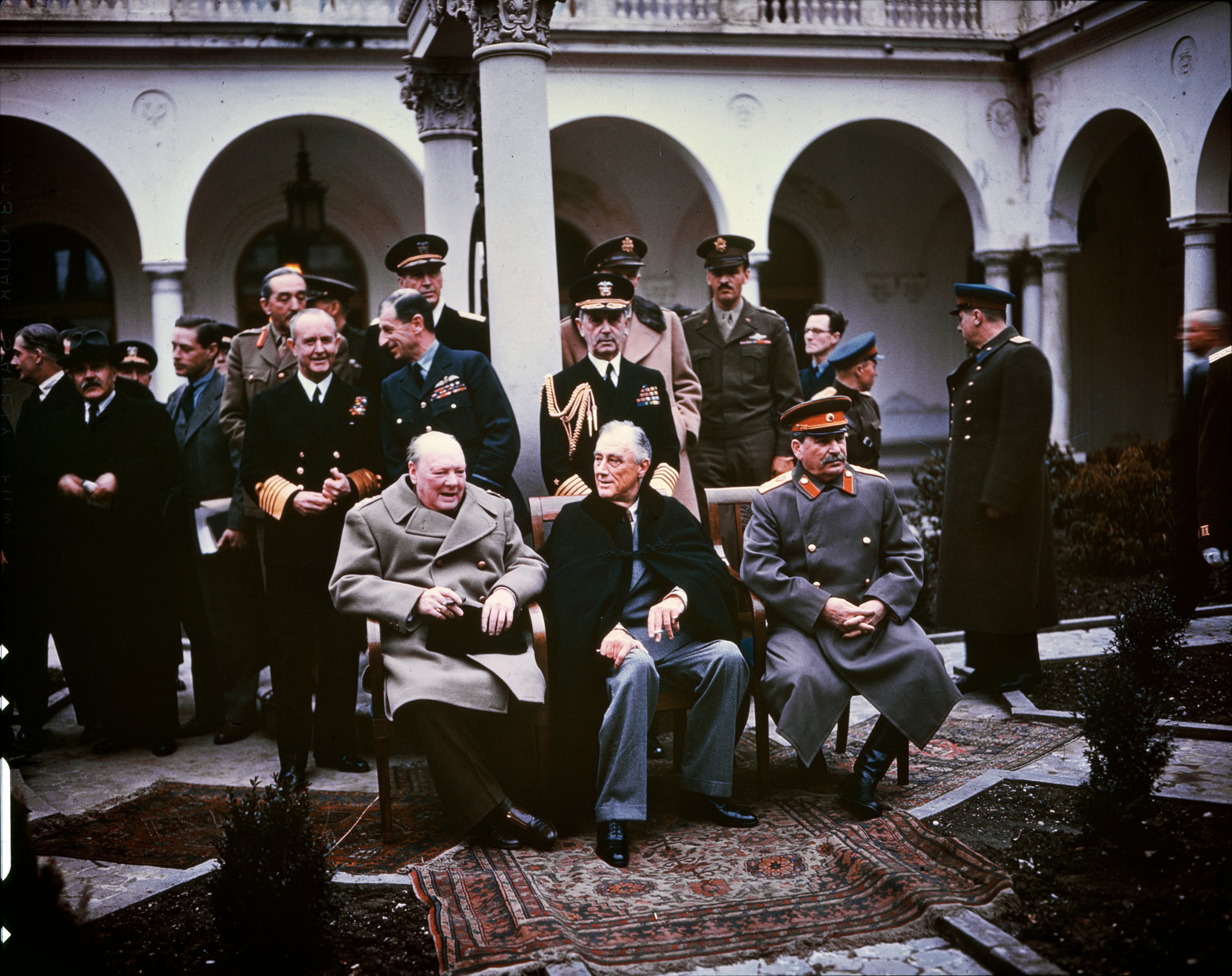
"De tre stora": Winston Churchill, Franklin D. Roosevelt och Josef Stalin vid Jaltakonferensen på Krimhalvön.

Den 4–11 februari 1945 möttes Roosevelt, Stalin och Churchill igen under Jaltakonferensen. Tyskland var i praktiken besegrat och förhandlingarna gällde nu hur efterkrigstidens Europa skulle se ut. De enades om att Tyskland efter kriget skulle delas i ockupationszoner såsom utarbetats i Londonprotokollet, nu dock med tillägget att Frankrike skulle ansluta som en fjärde ockupationsmakt. Stalin krävde att det besegrade Tyskland skulle demilitariseras och betala ett enormt krigsskadestånd. Någon enighet nåddes inte här utan frågorna sköts på framtiden. De enades dock om att Sovjetunionen skulle gå med i kriget mot Japan 3 månader efter att Tyskland kapitulerat. Sovjetunionen lovade också att bli medlem i FN som grundades i San Francisco i slutet av april 1945.
Nästa stora möte var Potsdamkonferensen 17 juli – 2 augusti. Kriget i Europa var över men fortfarande hade inte Japan kapitulerat. Roosevelt hade avlidit och efterträtts av Harry S. Truman. Även Churchill var borta efter att ha förlorat parlamentsvalet. Ny brittisk premiärminister var labourledaren Attlee. Frågorna var densamma men någon enighet om en långsiktig lösning på Tysklandsfrågan kom inte, något fredsavtal blev det inte heller. De tre allierade enades dock om att rättegångar skulle hållas mot ledande nazistiska krigsförbrytare (Nürnbergprocessen). Som avtalats redan i Jalta, förklarade Sovjetunionen krig mot Japan 8 augusti, exakt 3 månader efter att Tyskland kapitulerat. Japan kapitulerade 15 augusti (kapitulationen undertecknades 2 september) efter att Hiroshima och Nagasaki förstörts av atombomber. Japan blev efter kapitulationen ockuperat av de allierade. Ett gemensamt allierat råd skulle styra landet men i praktiken var det USA och general Douglas MacArthur som styrde landet och Japan återfick sin självständighet först 1951. Även här hölls rättegångar mot de främsta krigsförbrytarna.
För USA:s del avslutades andra världskriget först klockan 12.30 (lokal tid) den 28 april 1952, i samband med att USA:s utrikesminister Dean Acheson överlämnade ratifikationsurkunderna till det japanska fredsfördraget, som då trädde i kraft. Därmed upphörde det formella krigstillståndet mellan USA och Japan. År 1943 gick Italien över till de allierades sida.

### De neutrala staternas situation
När kriget inleddes i början av september 1939 var bara fyra stater direkt inblandade i kriget, förutom Tyskland och Polen även Storbritannien och Frankrike. Merparten av världens stater förklarade sig vara neutrala, inklusive USA som efter första världskriget bedrivit en isolationistisk politik. Sovjetunionen var fram till sommaren 1941 neutralt mot västmakterna men angrep Polen (se Molotov-Ribbentroppakten) i slutet av september 1939 och senare på hösten Finland – finska vinterkriget. Gentemot Japan skulle Sovjetunionen förbli neutrala fram till början av augusti 1945.
Andra världskriget skulle visa sig orsaka mycket stora problem för de mindre länderna. Båda parter i kriget visade sig hysa obefintlig respekt för att mindre stater ville stå utanför kriget. Europeiska länder som Sverige, Finland, Danmark, Norge, Jugoslavien, Nederländerna, Luxemburg, Belgien, Spanien, Portugal och Schweiz förklarade sig neutrala i krigets inledning. Samtliga stater utom Portugal, Spanien, Sverige och Schweiz blev indragna i kriget. Även de baltiska staterna blev indragna. I samtliga fall beroende på att nämnda länder blev angripna. I Sveriges fall kan landets roll under finska vinterkriget beskrivas som "icke krigförande". (se vidare Sverige under andra världskriget)
USA hade förklarat sig neutralt men gav trots detta som nämnts omfattande militärt bistånd till Storbritannien från och med 1940 och från hösten 1941 även till Sovjetunionen. President Franklin D. Roosevelt ansåg att landet måste gå med i kriget men hade svårt att ändra det amerikanska folkets inställning till kriget. Först efter det japanska anfallet mot Pearl Harbor den 7 december 1941 vände opinionen. Huruvida USA skulle engagera sig i både det asiatiska och europeiska kriget "löstes" 11 december då Tyskland och Italien förklarade krig mot USA.
Sovjetunionen var alltså neutralt i kriget även om man exporterade stora mängder olja, legeringsmetaller, gummi (importerat för ändamålet) och spannmål till Tyskland under krigets första två år. Västmakterna tog Stalins invasion av Polen, som var västs allierad, och Finland som en förtäckt allians med Hitler och planerade ett tag till och med att gå i krig med Sovjetunionen. Man umgicks med planer på att bomba Baku och skicka en armé till Skandinavien för att hjälpa Finland. Först efter att Tyskland invaderade Sovjetunionen 22 juni 1941 slöts en allians med britterna och efter USA:s inträde även med amerikanarna. De latinamerikanska staterna var från början neutrala men med några få undantag engagerade de sig så småningom i kriget på de allierades sida.
Spanien och Portugal förblev neutrala hela kriget. Det kan tyckas överraskande att de inte ställde upp för Tyskland då landets regimer ideologiskt stod mycket närmare Nazityskland än de västerländska demokratierna. I Spaniens fall kan det emellertid sannolikt förklaras av att landet var "utmattat" efter tre års blodigt inbördeskrig. I Portugals fall var landet traditionellt allierat med Storbritannien och kom senare att stöda allierade ansträngningar genom att tillåta militärbaser på Azorerna.
Schweiz neutralitet var visserligen garanterad av alla stormakter men det torde knappast ha hindrat Hitler att invadera landet om han ansett det nödvändigt.
Turkiet förklarade sig neutralt och förblev så under nästan hela kriget.
Iran var i princip neutralt tills det blev ockuperat sensommaren 1941 av Sovjetunionen och Storbritannien som båda var intresserade av att säkra transportvägen över Kaukasus för att skicka Lend-lease till den förra. 1943 förklarade Iran krig mot Tyskland och gick därmed in i Andra världskriget på de allierades sida.

### Gerillaaktiviteter
På många ställen bakom fronten och på alla sidor fanns beväpnade irreguljära enheter, gerilla eller partisaner. Till dem kopplas störningen av en ockupation av en segerrik armé men också många grymheter och brott mot krigets lagar.
På den allierade sidan finns många välkända exempel:
Den aktiva motståndsrörelsen i Danmark var till exempel anledningen till att Danmark av de allierade våren 1945 erkändes som stridande part mot Nazityskland. I Norge utfördes ett lyckat attentat i Rjukan där tyskarna framställde tungt vatten för att kunna bygga atombomber.
De mest kända är Titos partisaner i Jugoslavien och partisanerna i Sovjetunionen. I båda fallen band de upp stora tyska truppstyrkor. Četnici var en annan motståndsrörelse som utgjordes av serbiska nationalister som dock periodvis krigade även mot Titos styrkor.
I Polen har partisanförband verkat under hela kriget. Warszawaupproret 1943 i Warszawas ghetto och Warszawaupproret 1944 fick båda en mycket blodig upplösning, det sista med att stora delar av staden lades i ruiner och upp till 200 000 civila dödsoffer.
I Frankrike fanns det olika motståndsrörelser, bland annat en kommunistisk, som dock alla samlades under gemensam ledning underställda det Fria Frankrike från 1943. Motståndsrörelsen i västländerna fick efterhand stöd på olika sätt från de allierade styrkorna.
Men även på andra sidan fanns motståndsrörelser även om de är mindre kända – som i Baltikum och Ukraina mot Sovjet eller i Tyskland (Werwolf) under de allierades ockupation.
Dessa aktiviteter bekämpades skoningslöst på alla sidor, med avrättningar och hämnd på civilbefolkningen.

### Civilbefolkningen
I alla stora internationella konflikter före andra världskriget hade antalet stupade soldater alltid varit större än antalet civila offer. I andra världskriget var förhållandet det motsatta och det är ett mönster som upprepats sedan dess, i alla konflikter, och har till och med förstärkts ytterligare. Av cirka 60 miljoner dödsoffer (möjligen så många som 70 miljoner) var cirka 19 miljoner stupade soldater (döda krigsfångar oräknade). Resten var civila. Massbombningar mot städer, tortyr, slavarbete, våldtäkter, svält, massavrättningar och ren utrotning orsakade ett ofattbart lidande för civilbefolkningen i de drabbade länderna.
1940–1941 regnade bomberna ner över de engelska städerna under Blitzen och tiotusentals människor omkom. Från och med 1943 var förhållandet det omvända. Nu angrep allierat flyg tyska städer i en bomboffensiv utan motstycke, i slutet av kriget var samtliga tyska storstäder helt sönderbombade och hundratusentals civila hade dödats. Över Japan var situationen liknande. Terrorbombningarna mot de japanska städerna kulminerade först med atombombningarna av Hiroshima och Nagasaki. "Little Boy" och "Fat man", bomberna som släpptes över Hiroshima och Nagasaki dödade tillsammans omedelbart 130 000–150 000 människor. Senare skulle ytterligare hundratusentals människor avlida av brännskador och olika strålningsrelaterade skador och sjukdomar. Sådana skador drabbade även foster i livmodern hos drabbade kvinnor, medan man däremot vid undersökningar av överlevares barn som avlats senare inte har kunnat finna evidens för ökad förekomst av fosterskador eller genetiska defekter. (se vidare atombomberna över Hiroshima och Nagasaki.)

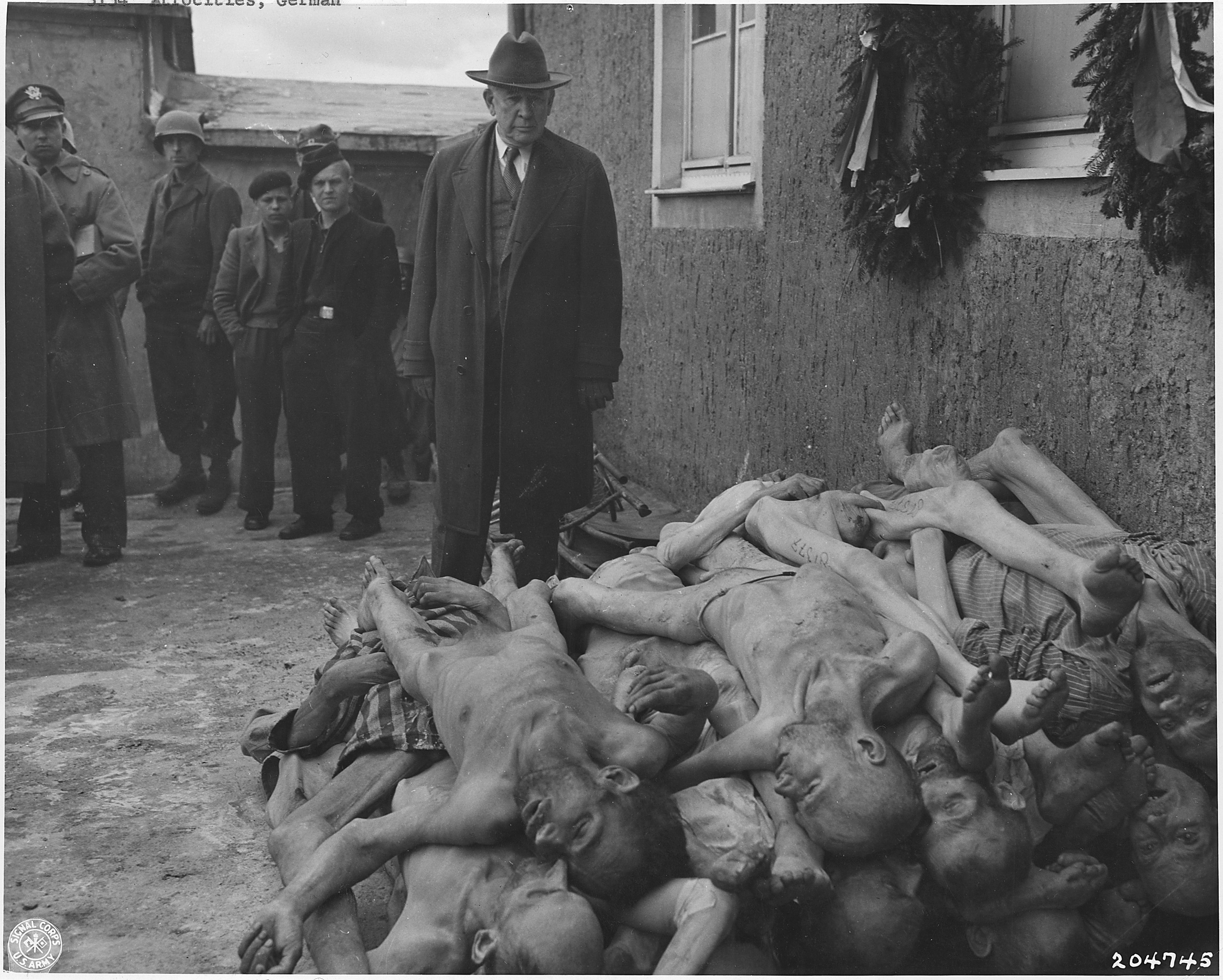
Lik i koncentrationsläger, andra världskriget.

Medan de tyska ockupanterna var relativt återhållsamma i Västeuropa, inklusive Norden, förutom mot den som råkade vara jude, rom  eller tillhörde motståndsrörelsen, var förhållandet det rakt motsatta i Östeuropa. Förutom den närapå totala utrotningen av Europas judar, romer och aktiva kommunister, planerade Hitler och hans hantlangare också en drastisk minskning av de slaviska befolkningsgrupperna i Östeuropa. I Polen och Sovjetunionen skulle den civila befolkningen (judar och romer oräknade) antingen förslavas, deporteras bortom Uralbergen eller masslikvideras. Medan Sovjetunionen var det land som hade de allra högsta totala dödstalen var Polen ännu hårdare drabbat i förhållande till folkmängden. Av cirka 35 miljoner invånare dog cirka 6 miljoner, nästan var sjätte invånare. Av dessa var cirka 3 miljoner judar, nästan 90 % av Polens judiska befolkning.

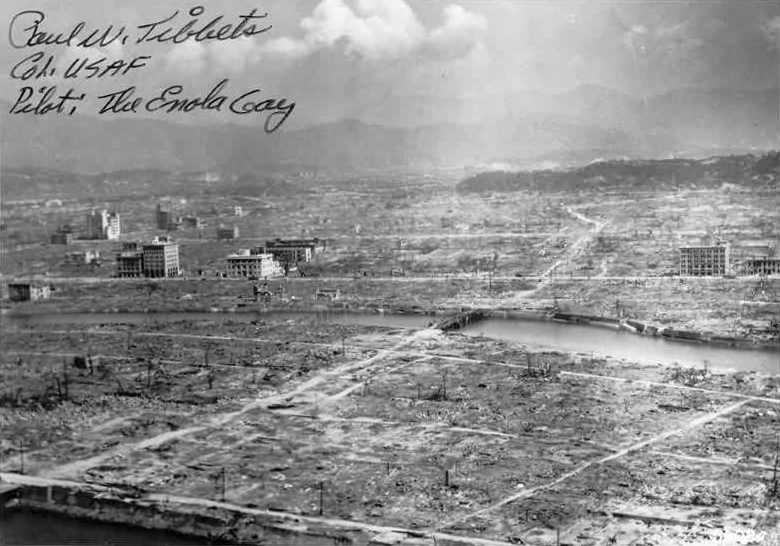
Hiroshima efter atombomben.

Även i Ostasien och Stilla havet innebar kriget fruktansvärda umbäranden för civilbefolkningen. Någon motsvarighet till Hitlers "Endlösung" (förintelsen) fanns inte (åtminstone inte lika systematisk) men den japanska krigföringen var ändå oerhört brutal och tog föga hänsyn till Genèvekonventioner. Värst drabbades Kina där 10 miljoner civila föll offer för japansk terrorkrigföring, svält, med mera.

### Tabell över antalet döda i respektive land
Andra världskriget är det blodigaste kriget i historien. Totalt beräknas kriget ha krävt 50–65 miljoner liv – att bedömningarna skiljer sig åt så pass mycket beror på att osäkerheten är stor över hur många civila kineser som dog. En del anser att det kan vara så många som 20 milj. Dessutom skedde omfattande systematisk utrensning av olika grupper under Josef Stalins regim som av förklarliga skäl saknar tillräcklig dokumentation, och otaliga dog efter kriget i sovjetisk fångenskap. De flesta beräkningarna idag anger antalet döda totalt till 56–60 miljoner. Andra världskriget var den första riktigt stora internationella konflikten där antalet civila dödsoffer var mycket större än antalet stupade soldater.
Tabellen nedan upptar de stater som hade de största förlusterna. När det gäller antalet stupade  tyska soldater uppgår antalet till cirka 5,3 miljoner om österrikare, och döda krigsfångar räknas in. Därtill tillkommer åtminstone 1 miljon frivilliga, tvångskommenderade med flera. Ett mindre antal civila amerikaner dog i kriget, de flesta vid den japanska attacken mot Pearl Harbor.
| Land           | Totalt antal dödsoffer | Militära dödsoffer |
| -------------- | ---------------------- | ------------------ |
| Sovjetunionen  | 28 100 000             | 14 000 000         |
| Tyskland       | 4 600 000              | 4 000 000          |
| Japan          | 2 700 000              | 2 120 000          |
| Kina           | 20 000 000             | 3 800 000          |
| Polen          | 5 600 000              | 240 000            |
| Storbritannien | 452 000                | 382 600            |
| Italien        | 455 000                | 300 000            |
| Jugoslavien    | 1 027 000              | 446 000            |
| Frankrike      | 567 000                | 217 000            |
| USA            | 418 000                | 416 000            |
| Finland        | 97 000                 | 95 000             |

- Cirka 6 000 000 judar – ingår i mycket stor utsträckning i ovanstående siffror.
- Anmärkning: Ovanstående siffror angående antalet döda tyskar inkluderar inte de civila som dödades eller dog när de flydde undan den framryckande Röda armén. Siffror varierar från 200 000 ända upp till två miljoner.

## Frederna

Tyskland 1947, ockuperat, delat och annekterat.

Decenniet som följde efter andra världskrigets slut slöts efterhand fred med de länder som krigat mot de allierade (undantaget Japan och Sovjetunionen).
I freden i Paris 1947 slöts fred med Italien, Finland, Ungern och Rumänien. De berörda länderna fick avträda landområden. Italien fick även avträda sina kolonier. Finland fick acceptera gränserna från freden efter Fortsättningskriget och förbjöds även att inneha vissa vapensystem, till exempel u-båtar.
Österrike återfick sin självständighet först 1955 med några inskränkningar. Landet måste lova att aldrig ingå i någon militärallians och att aldrig ansluta sig till Tyskland igen. Dessutom förbjöds Österrike att inneha vissa vapensystem.
Med Tyskland slöts däremot aldrig någon permanent fred. Först i och med kalla krigets slut, Sovjetunionens upplösning och Tysklands återförening inträdde kunde ett fredsfördrag undertecknas, i samband med vilket Tyskland formellt accepterade de Allierades annektering av den östra fjärdedelen av Tyskland. År 1949 hade USA modifierat krigstillståndet med Tyskland men avskaffade det ej då man ville bibehålla legala rättigheter att ha trupper i Tyskland. USA och flera andra länder avskaffade formellt krigstillståndet med Tyskland 1951 som substitut för ett formellt fredsfördrag, Sovjetunionen gjorde likaledes 1955.
Först år 1990 slöts det så kallade två plus fyra-fördraget mellan de tyska staterna och de fyra segrarmakterna som slutgiltigt reglerade förhållandena mellan dessa stater efter andra världskriget.
Japan och de västallierade slöt fred 1951 och samtidigt återfick landet sin självständighet. Japan fick bland annat avträda Formosa  till Chiang Kai-sheks nationalistregim på ön (som USA då betraktade som Kinas legitima regim). Ögrupperna Kurilerna och ön Sachalin fick Japan avträda till Sovjetunionen. Fortfarande har emellertid inget fredsfördrag undertecknats mellan Japan och Ryssland.

## Krigets följder

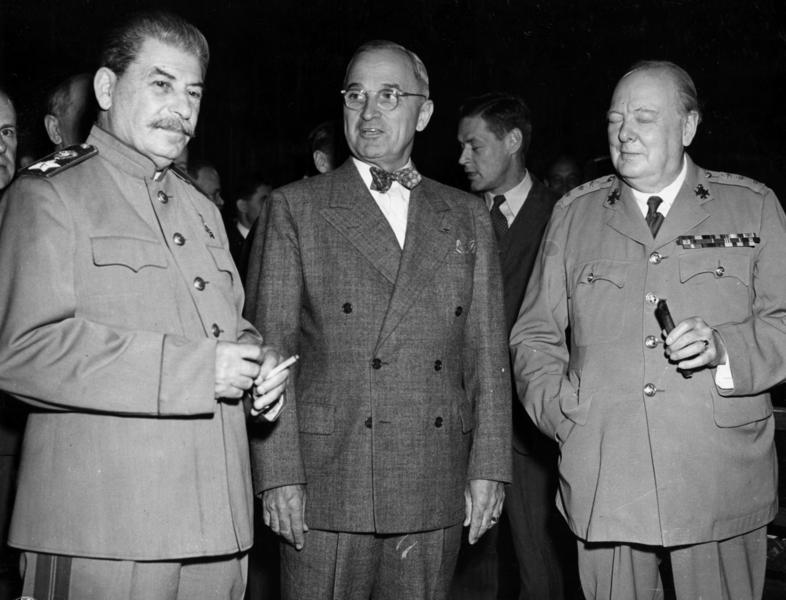
Stalin, Truman och Churchill vid Potsdamkonferensen.

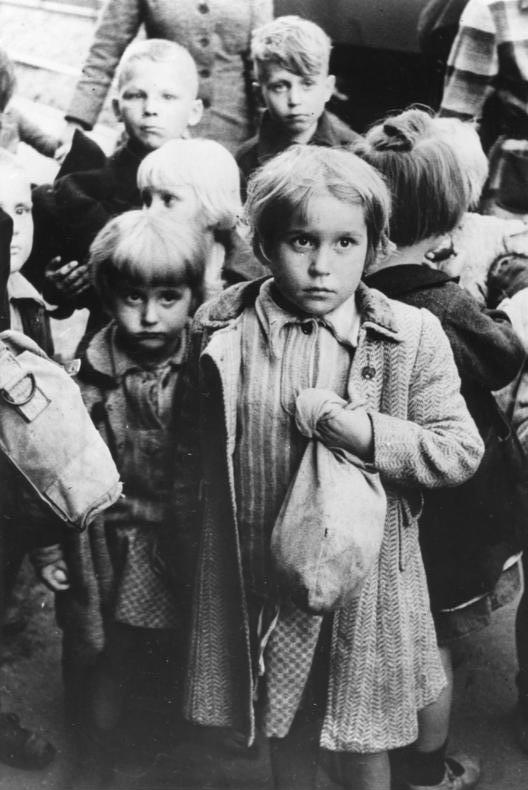
Tyska barn som deporterats från de delar av östra Tyskland som höll på att annekteras av Polen anländer till västra Tyskland i augusti 1948.

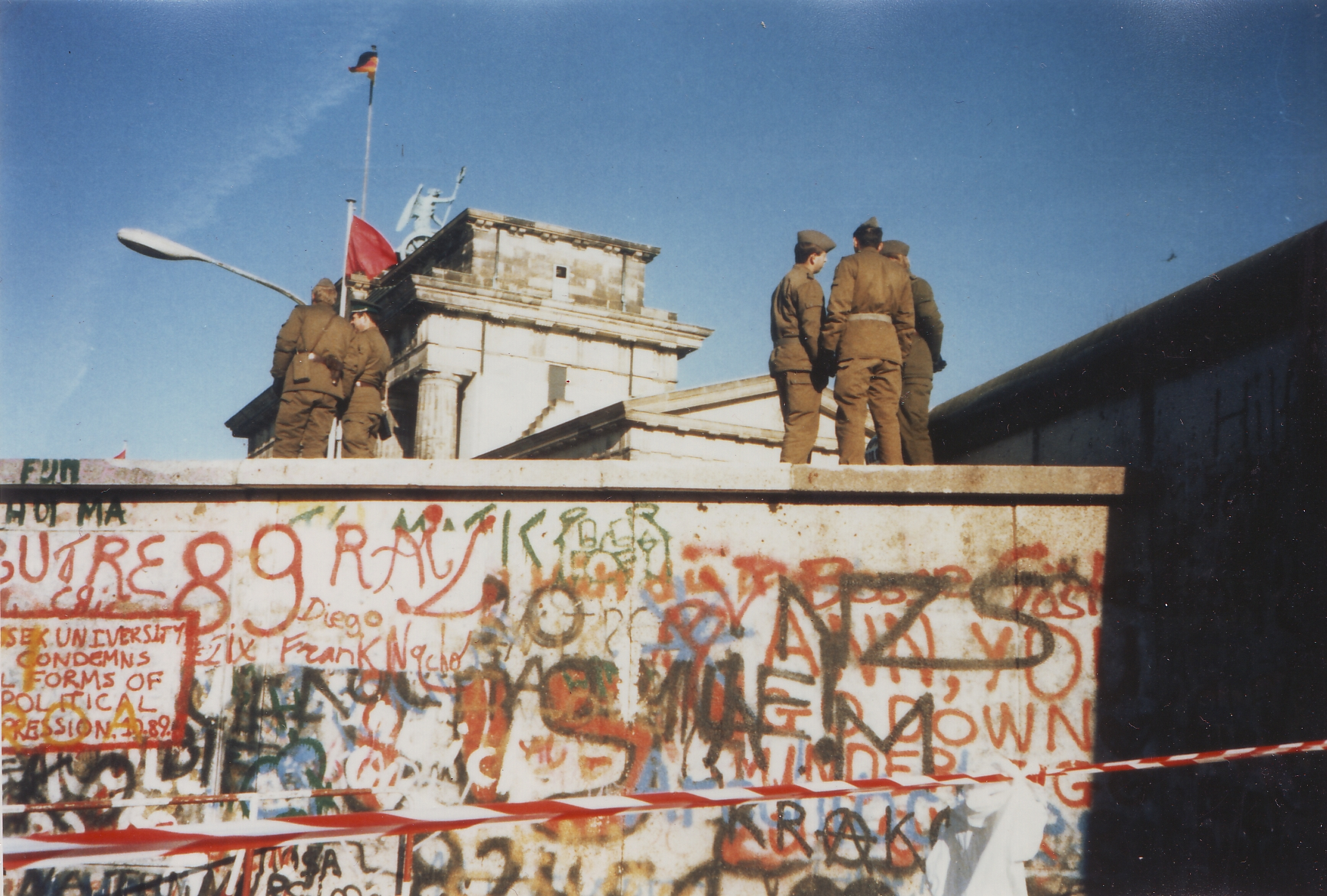
Berlinmuren, en av kalla krigets symboler, revs 1989.

Andra världskriget började som ett europeiskt krig som utvidgades vartefter, och från och med december 1941 var det ett globalt krig i och med USA:s intåg i kriget. I krigets efterdyningar följde flera stora förändringar på den världspolitiska scenen.
Före kriget hade Storbritannien med sitt jättelika kolonialimperium varit den ledande stormakten men trots att det tillhörde de ledande segrarmakterna hade kriget tärt hårt på dess resurser. Frankrike hade före kriget räknats som Europas ledande militärmakt men denna uppfattning hade tyskarna ändrat på redan i början av kriget.
Efter krigets slut framträdde istället två supermakter i en klass för sig, USA och Sovjetunionen. Den amerikanska industrin var oskadad och stod nu för halva världens BNP. Den nyvunna positionen som världens mäktigaste stat innebar att USA:s roll i världspolitiken blev helt annorlunda än innan. Sovjetunionen hade bara 20 år tidigare varit ett utfattigt jordbruksland men hade också till följd av kriget uppnått status som supermakt. Det förfogade över världens största armé och kontrollerade hela Östeuropa. Framgången hade dock skett till ett oerhört högt pris i mänskligt lidande.
Polen fick sitt territorium starkt reducerat med en folkomflyttning från de östra regionerna som togs över av Sovjetunionen till nya västra och norra områden som togs över från Tyskland, som följd, samtidigt som den tyska befolkningen fördrevs. De områden som förlorades av Polen till Sovjetunionen hade till stor del erövrats av Polen under Polsk-sovjetiska kriget 1919–1921 och beboddes till övervägande del av ukrainare och vitryssar men även av upp till 4 miljoner polacker. Fram till 1950 hade 2,1 miljoner av dessa polacker bosatt sig i de före detta tyska områdena inom Tysklands 1937 års gränser, där upp till 10 miljoner tyskar hade bott innan deras fördrivning västerut under åren 1944–1950. Från polsk sida anser man att de västallierade svek Polen genom att överlåta gränsdragningen till Stalin – Polenfrågan avhandlades bakom ryggen på den polska regeringen och fick bara liten uppmärksamhet av USA och Storbritannien vid Teheran och Jalta. Sovjet fick fria händer och styrkeförhållandena vid krigets slut skulle bestämma gränserna för den sovjetiska kontrollen. Slutligen fastställdes landets nya gränser vid Potsdamkonferensen. På liknande sätt blev även de andra länderna i det blivande östblocket hanterade med ett antal folkrättsliga frågetecken då alla beslut togs utan att länderna ens tillfrågades. Tjeckoslovakien överläts till Hitler vid Münchenöverenskommelsen och sedan efter kriget till Stalin. Den officiella avsikten hos de västallierade att låta demokratiska fria val avgöra de öst- och centraleuropeiska ländernas politiska framtid fullföljdes inte. Rättslig uppgörelse med nazisternas brott fick en klar punkt på efterkrigsagendan, både inom öst- och västblocket, medan brott begångna av den sovjetiska makten och de östeuropeiska lydstaterna under lång tid var tabu, till exempel Katynmassakern, massdeporteringar till Gulag och terror av NKVD och dess underställda nationella säkerhetsstyrkor.
Tyskland förlorade cirka 25 % av territoriet som landet haft under mellankrigstiden, varpå miljontals människor, främst kvinnor och barn, fördrevs från dessa områden. Vid ett möte i Potsdam sommaren 1945 delade USA, Frankrike, Storbritannien och Sovjetunionen upp Tyskland i ockupationszoner. Sovjetunionen överlämnade riksdelarna öster om Oder–Neisse-linjen till Polen medan staden Königsberg med intilliggande områden införlivades i Ryska SFSR. Den under kriget nazityska riksdelen Ostmark blev åter Österrike som återupprättades som självständig stat 1955. Delvis som en konsekvens av Morgenthauplanen och delvis som en konsekvens av fransk önskan om ett svagt Tyskland genomfördes omfattande nedmontering av tung industri. Ruhrområdet placerades under internationell kontroll, Elsass-Lothringen togs över av Frankrike och det kolrika Saarland bröts loss från Tyskland och gjordes till ett franskt protektorat. Visserligen hävdade de västallierade att den slutliga gränsdragningen skulle vänta tills ett fredsavtal kunde träffas med Tyskland men i praktiken fick man acceptera fait accompli i och med att 12–14 miljoner tyskar fördrevs från östra delen av Tyskland med omnejd. Antalet döda som en konsekvens av fördrivningen, möjligtvis den största etniska rensningen i modern historia, är svårt att uppskatta men anges vanligtvis till mellan 0,5 och 2 miljoner.
Storbritannien blev i efterhand något av en förlorare, trots att landet förklarat krig mot Nazityskland bara två dagar efter invasionen i Polen 1939 och tillsammans med USA och Sovjetunionen kunde diktera Tysklands kapitulationsvillkor vid krigets slut. De kommande decennierna avvecklades nästan hela kolonialväldet och eran som jordens mäktigaste stat var över. Över huvud taget bidrog kriget starkt till att samtliga stormakters kolonialvälden i Afrika och Asien efterhand avvecklades.
Den stora koalitionen mellan USA, Sovjetunionen och Storbritannien bröts snabbt efter kriget, då Nazityskland inte längre fanns som en gemensam fiende för Sovjetunionen och de västallierade. Inom några år hade det så kallade kalla kriget inletts och Europa delats politiskt, inklusive Tyskland: ett block nära allierade med USA och ett annat block med sovjetiska lydstater i Östeuropa. Det kalla kriget ledde till en våldsam kapprustning mellan de två supermakterna och gav upphov till mängder med andra konflikter globalt sett, som till exempel Koreakriget, Vietnamkriget och kriget i Afghanistan 1979-1989[källa behövs]. Kalla kriget upphörde först med de europeiska kommunistregimernas fall i slutet av 1980-talet och tidiga 1990-talet.

## Viktiga inslag
- Nazityskland – Ekonomisk depression, judeförföljelser, upprustning
- Massakern vid Babij Jar
- Danmark under andra världskriget – tysk invasion
- Norge under andra världskriget – tysk invasion, Vidkun Quisling, kungen i London
- Katynmassakern
- Nanjing-massakern
- Maginotlinjen
- Operation Blå
- Operation Husky – Invasionen av Sicilien; upprättandet av en Europeisk sydfront
- Operation Seelöwe
- Operation Weserübung
- Blitzen
- Förintelsen
- Operation Overlord
- Pearl Harbor – USA går med i kriget
- Enigma – kryptering
- Manhattanprojektet
- Hiwi – kollaboratörer som hjälpte Nazityskland
- Trinitytestet – världens första kärnvapentest
- Motståndsrörelser under andra världskriget
- Operation Market Garden
- Warszawaupproret 1943 – det judiska upproret
- Warszawaupproret 1944
- Jaltakonferensen
- Kriget i luften – under kriget kom flygvapnet att ha stor betydelse
- Bombningarna av Tokyo 9-10 mars 1945
- Wisła-Oder-operationen
- Slaget vid el-Alamein
- Slaget om Guadalcanal
- Slaget vid Iwo Jima
- Slaget vid Königsberg – Tysklands östra utpost i dåvarande Ostpreussen. Viktigt för Sovjet i slaget om Ostpreussen
- Slaget vid Kursk – av Tyskland också omnämnd Operation Zitadelle
- Slaget om Nordkalotten
- Slaget om Monte Cassino
- Slaget om Okinawa
- Slaget vid Rzjev 1942-1943 En av Röda armens segrar under kriget
- Slaget om Saipan
- Slaget vid Stalingrad
- Slaget vid Suomussalmi
- Enhet 731 – japanska krigsförbrytelser
- Lista över personer i andra världskriget
- Pansarvapnet under andra världskriget
- Sänkningen av Wilhelm Gustloff
- Atombomberna över Hiroshima och Nagasaki